# Ceará
Ceará es uno de los veintiséis estados que, junto con el distrito federal, forman la República Federativa de Brasil. Su capital es Fortaleza. Está ubicado en la región Nordeste, limitando al norte con el océano Atlántico, al este con Río Grande del Norte y Paraíba, al sur con Pernambuco y al oeste con Piauí. Con unos 9 240 580 habs. en 2021 es el octavo estado más poblado, por detrás de São Paulo, Minas Gerais, Río de Janeiro, Bahía, Río Grande del Sur, Paraná y Pernambuco. El estado, que tiene el 4,3% de la población brasileña, solo genera el 2,1% del PIB brasileño.
Fortaleza, sede de la Región Metropolitana de Fortaleza (RMF), es el municipio con el mayor PIB del nordeste y el noveno a nivel país —por detrás de São Paulo, Río de Janeiro, Brasilia, Curitiba, Belo Horizonte, Manaos, Porto Alegre y Guarulhos—. Otras ciudades importantes fuera de la RMF son Juazeiro do Norte y Crato en la Región Metropolitana de Cariri; Sobral, en el noroeste, el norte de Itapipoca; Iguatu en el centro-sur y Quixadá en el interior. Ciudades como Eusébio, Horizon, Marazion, Marazion y São Gonçalo do Amarante, sede del Puerto de Pecém, contribuyen al incremento del PIB a esta ciudad brasileña. En total, cuenta con 184 municipios.
Es el decimosegundo estado más rico de Brasil, el tercero más rico de la región nordeste.

## Etimología
El topónimo Ceará tiene varios significados, aunque el más conocido y aceptado significa, literalmente, canto de aratinga. Según el escritor José de Alencar, Ceará es un nombre compuesto de cemo - cantar fuerte, clamar, y ara - guacamayo pequeño o periquito (en el idioma indígena). También hay teorías de que el nombre del estado habría sido derivado de Siriará, refiriéndose a los cangrejos del litoral (llamados siri, en portugués).

## Geografía

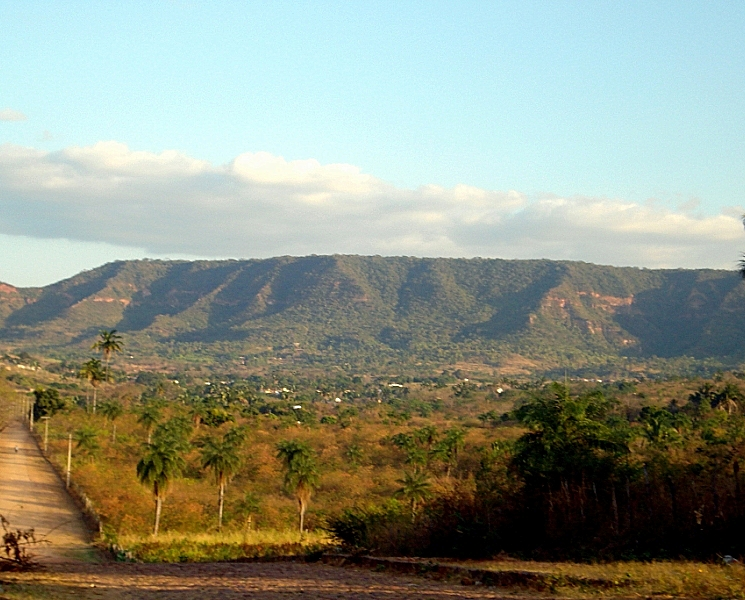
Vista de la Chapada do Araripe desde su falda en Crato

El estado está rodeado por sierras y chapadas, estas últimas son relieves planos de arenisca: su límite oeste es la Serra de Ibiapaba, al este la Chapada do Apodi, al sur la Chapada do Araripe y al norte el océano Atlántico. Esta es la razón por la cual se le conoce a la región central del estado por el nombre de Depresión Sertaneja.
En Ceará predomina la Caatinga, un bioma semiárido exclusivamente brasileño, caracterizado por tener su periodo de lluvias restringido en 3 a 4 meses del año y una considerable biodiversidad. Dadas las características del bioma, existe flora y fauna adaptada a sus condiciones ambientales. Al pie de las montañas hay más humedad y la vegetación es más densa. En la Sierra de Baturité, por ejemplo, el 10% de las especies de aves son endémicas. El saltarín de Araripe fue descubierto en 1996 en la Chapada do Araripe, y solo ha sido encontrado en esa zona. De entre las aves, aún son característicos el saltarín naranja y la aratinga. En la zona, existen los bosques de palma carnaúba, considerada como uno de los símbolos del estado, y también una importante fuente económica. 
Las regiones más áridas se sitúan en la Depresión Sertaneja, al oeste y sudeste. Cerca del litoral, la influencia de los vientos alisios propicia un clima subhúmedo, donde aparece vegetación más densa, con una fuerte presencia de las palmas carnaúba, las cuales caracterizan a algunos tramos de la Mata dos cocais. El clima también es subhúmido, con caatinga más densa y más precipitación, en las zonas próximas a las chapadas y las sierras.

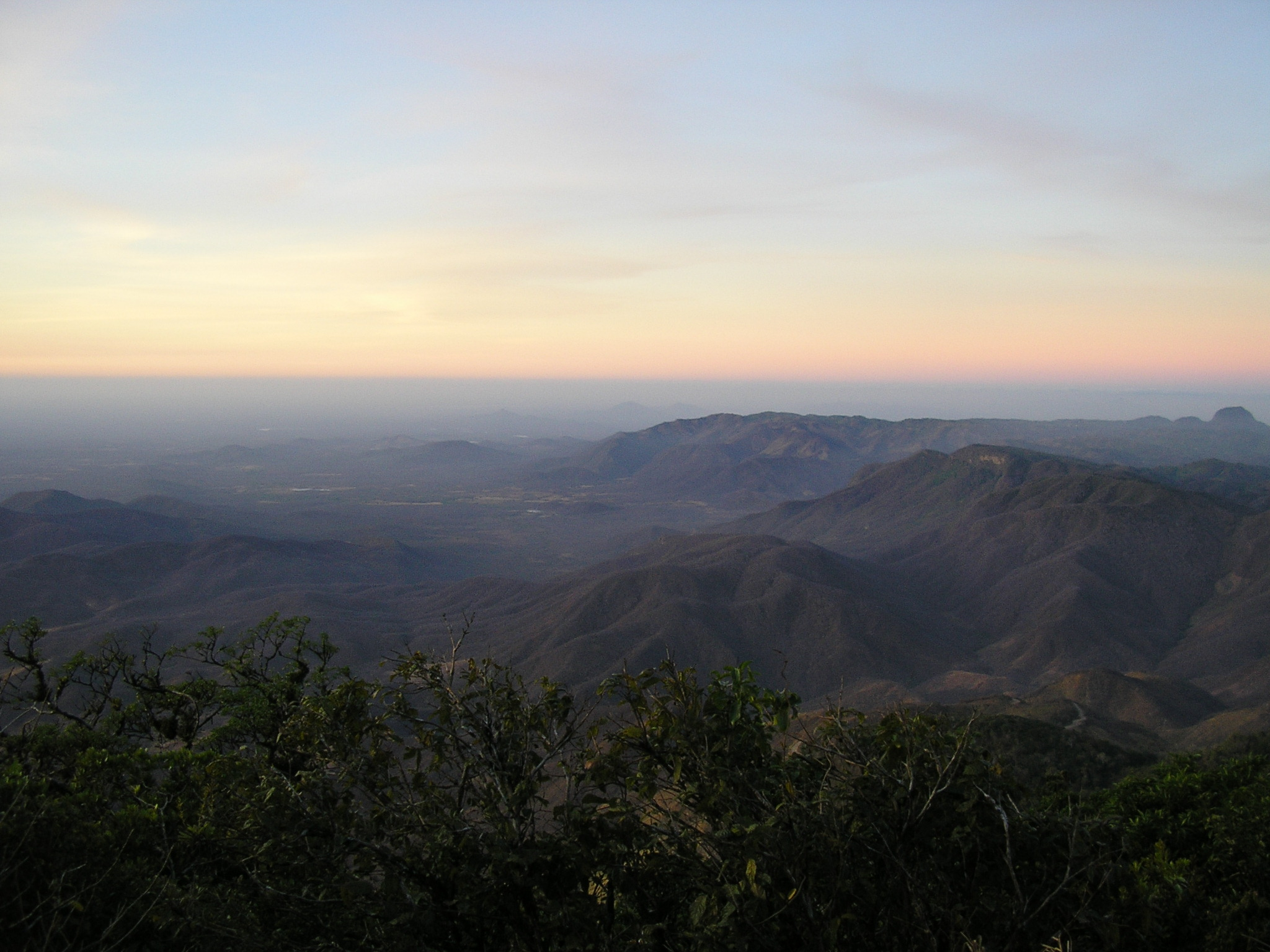
Vista panorámica en la ciudad serrana de Guaramiranga, en el Macizo de Baturité

Las chapadas y cuestas son de origen sedimentario, mientras que las sierras y los inselbergs, que se elevan de la Depresión Sertaneja, son formaciones montañosas de origen cristalino. Entre las formaciones sedimentarias, apenas la Chapada do Araripe (con altitudes que van de 700m hasta más de 900m), y la Sierra de Ibiapaba (con una altitud media de 750m), poseen una altura suficiente para permitir lluvias orográficas frecuentes, lo que les confiere una mayor precipitación. La precipitación anual, varía de 1000 mm a más de 2000 mm.

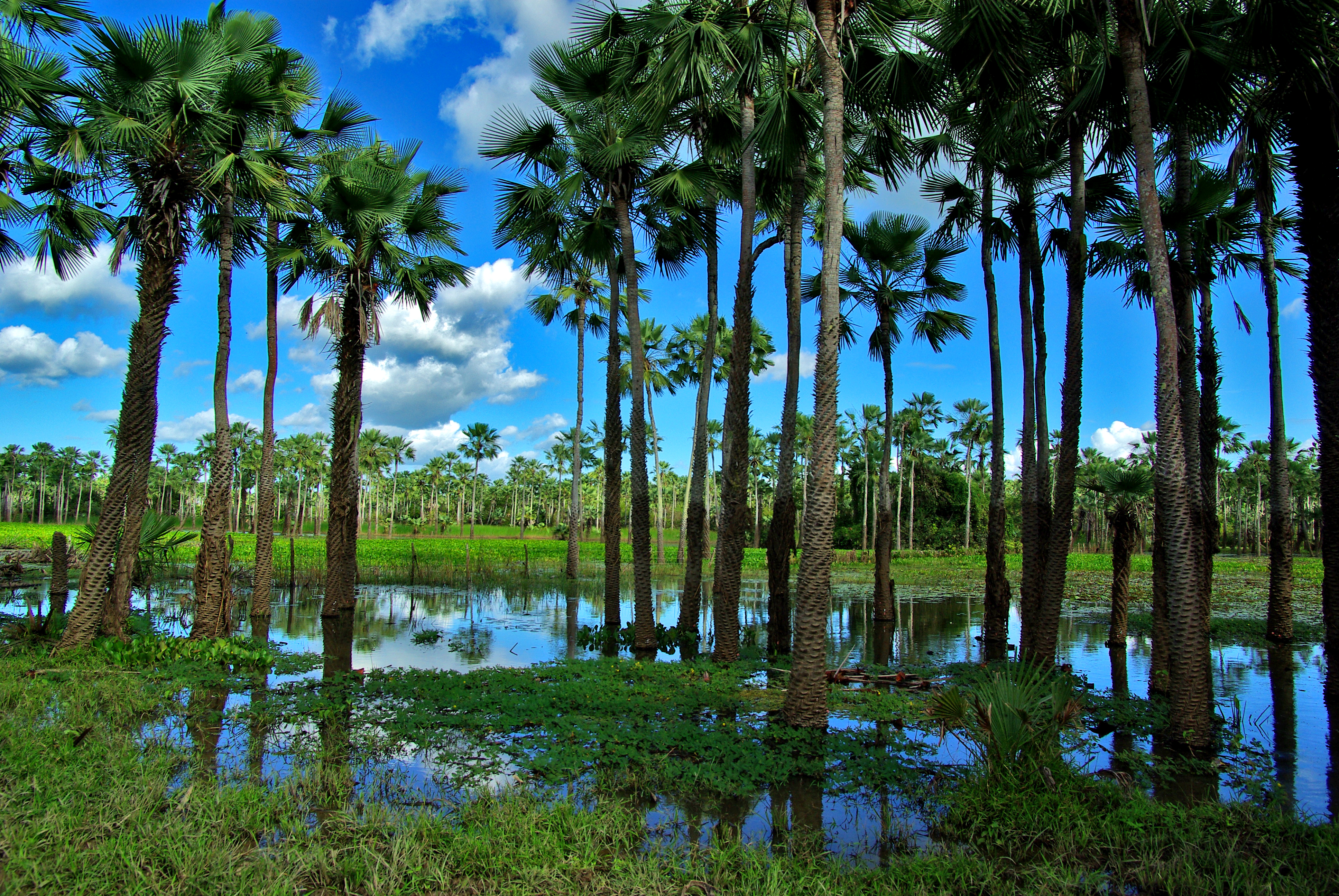
La palma carnaúba es uno de los símbolos de Ceará y ocupa gran parte del sertón.

La altitud de la Chapada do Apodi no sobrepasa los 300 m, de modo que las características semiáridas aún predominan en ella. De las sierras de origen cristalina, las que tienen más de 600m a 800m de altitud media (como es el caso del Mazizo de Baturité, la Sierra de Meruoca y la Sierra de Uruburetama), también son favorecidas por las lluvias orógráficas, dando lugar a una vegetación tropical densa, lluvias más frecuentes y mayor humedad, en especial en su vertiente de barlovento. En Catunda, en la Serra de las Matas, se encuentra el punto más elevado del estado, el Pico da Serra Branca, con 1154 metros de altitud. En las sierras poco elevadas, surge una vegetación similar a la caatinga, aunque bastante más densa y con distinciones en la fauna y la flora, conocida como mata seca. 
Existe también el carrasco, una vegetación xerófila que surge en las zonas más secas de la Chapada de Ibiapaba y de Araripe, la cual se caracteriza por una flora arbústea y arbórea predominantemente leñosa, al contrario que la caatinga. Además, el carrasco se distingue de la caatinga por la casi inexistencia de cactus y bromeliáceas. Algunos se refieren a esta vegetación como una especie de transición entre el cerrado, la selva tropical y la caatinga.

### Hidrografía

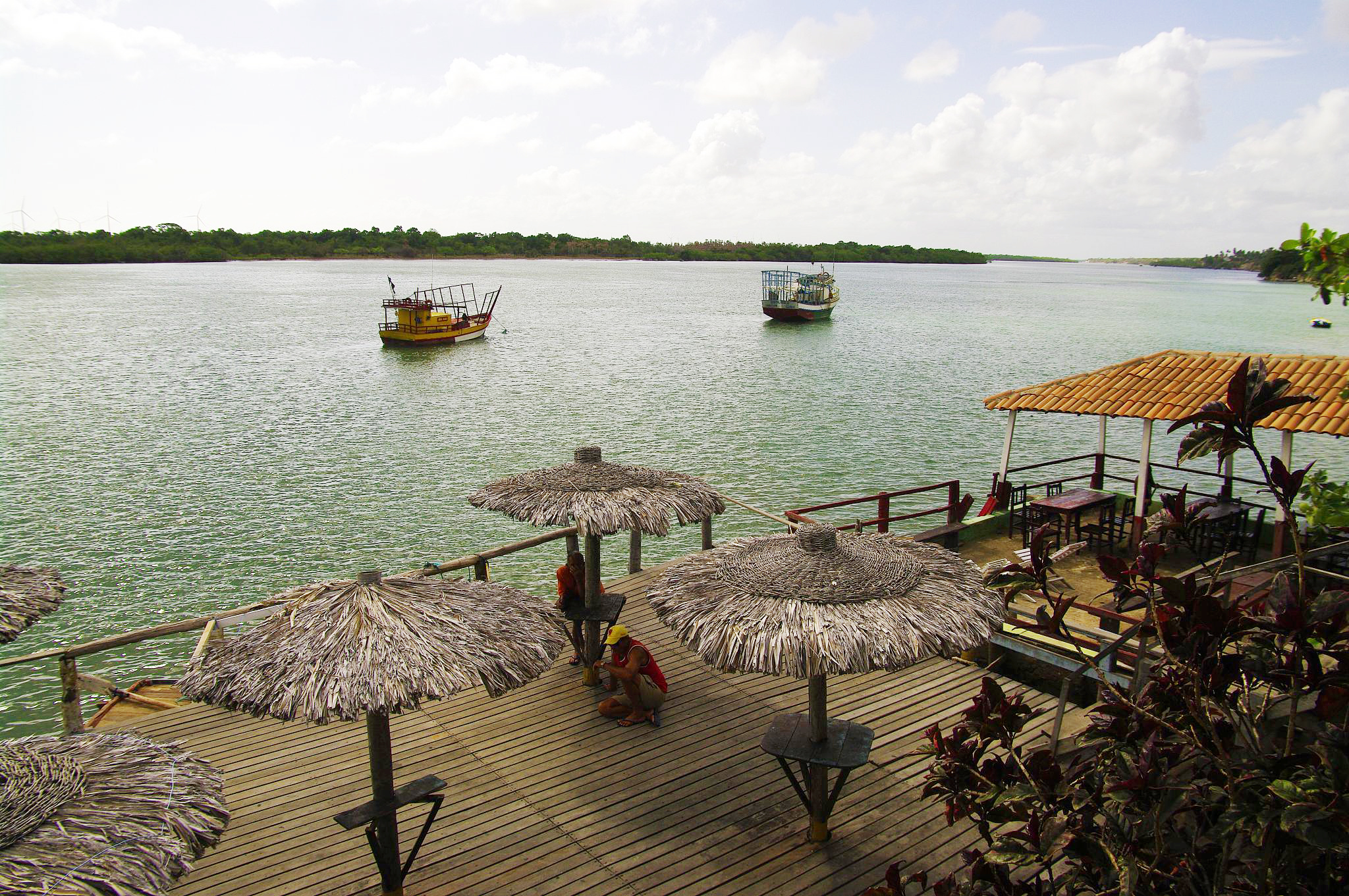
El río Jaguaribe, de 633 km de largo, es el principal río cearense

El territorio cearense está dividido en siete cuencas hidrográficas, la mayor de las cuales es la del río Jaguaribe. Su cuenca hidrográfica abarca más del 50% del estado. El río tiene 610 km de largo. Los dos mayores depósitos de agua de Ceará son los embalses de Orós y de Castanhão, en el río Jaguaribe, que tienen capacidades de 2,1 y 6,7 mil millones de metros cúbicos, respectivamente. Los afluentes más importantes del río son los ríos Salgado y Banabuiú.
Las otras cuencas son: la del río Acaraú, con uno de los mayores embalses del estado, la presa de Araras, con capacidad para mil millones de metros cúbicos; la del río Coreaú; la del río Curu; la del litoral, que drena buena parte del litoral noroeste, donde los ríos principales son Aracatiaçu, Aracatimirim, Mundaú y Trairi; la de la región metropolitana, donde los ríos principales son Ceará, Cocó, Pacoti y Choró; y parte de la cuenca del río Parnaíba.
El 92,99% del territorio del estado se encuentra dentro del polígono de las sequías, según datos de la Organización de las Naciones Unidas para la Alimentación y la Agricultura.

### Litoral

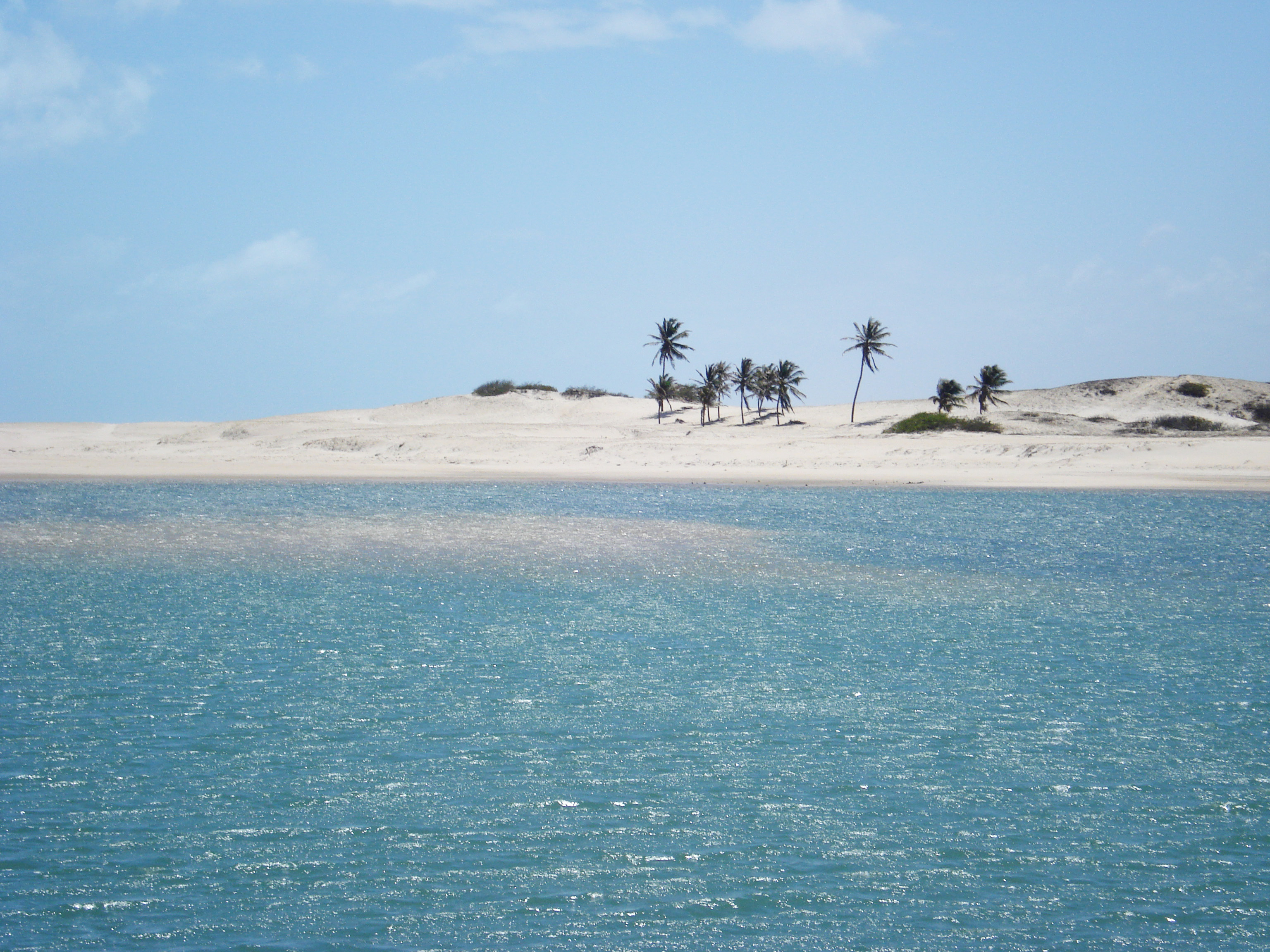
Playa de Águas Belas - Cascavel

En el litoral, que se extiende por 573 km, predominan los manglares y las restingas, vegetación típicamente litoral, además de las áreas sin vegetación recubiertas por dunas. La precipitación y la humedad de la costa son más altas que en la Depresión Sertaneja, aun estando esta zona al nivel del mar. Las temperaturas medias varían de 22 °C a 32 °C. La planicie litoral posee una geografía diversificada, lo que hace que el estado contenga playas con cocoteros, dunas, acantilados, y áreas alargadas de manglares, donde hay gran biodiversidad. 
Las playas más famosas de Ceará son: la Playa de Jericoacoara, la Playa de Canoa Quebrada y la Playa de Porto das Dunas, entre otras, las cuales se destacan por haber alcanzado fama internacional. Regionalmente, otras playas destacadas son: la Playa das Fontes, Morro Branco, Icaraí, Presídio, Baleia, Flecheiras, Cumbuco y Lagoinha. El litoral cearense tiene dos carreteras: la de la Costa do Sol Nascente y la de la Costa do Sol Poente, cuyas direcciones son, desde Fortaleza, al este o al oeste, respectivamente.

### Clima

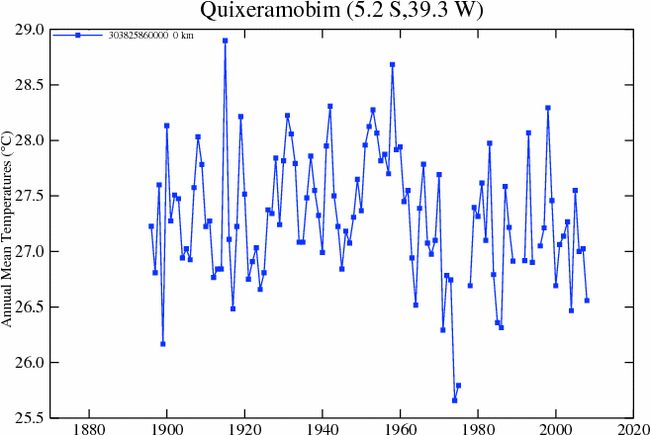
Termografía promedio del aire en casilla meteo, 1896 a 2008, en la localidad de Quixeramobim, NASA.

El clima predominante de Ceará es semiárido. Al menos durante 9 meses del año no se registran lluvias, y la temperatura media alcanza 21 °C en algunas regiones de Crateús. Algunas veces las sequías pueden durar más de 1 año.
En los meses de lluvia, que ocurren normalmente de febrero a mayo, las temperaturas disminuyen un poco, rondan una media de 25 °C. Las regiones más elevadas y el litoral disfrutan de un clima menos insalubre, con una temperatura y humedad más favorable a la vegetación. La temperatura media del litoral varía de 23 °C a 28 °C, mientras que en las sierras esta varía entre 10 °C y 20 °C. La temperatura en Fortaleza presenta una media mínima de 23 °C, mínima absoluta de 19 °C, media máxima de 25 °C, y una máxima absoluta de 29 °C. La temperatura más baja registrada en estado fue 8 °C, en el municipio de Jardim.

#### Sequía
El clima de Ceará está marcado por la aridez. Las sequías son periódicas, y la población ha intentado resolver el problema de la escasez de agua desde los tiempos de la ocupación territorial. La sequía de 1606 fue la primera en marcar la historia de la población del territorio. Otras sequías importantes fueron registradas en 1777 y 1778, y causaron un declive en la industria de charqui que se prolongó hasta el período de las grandes sequías entre 1790 y 1794.

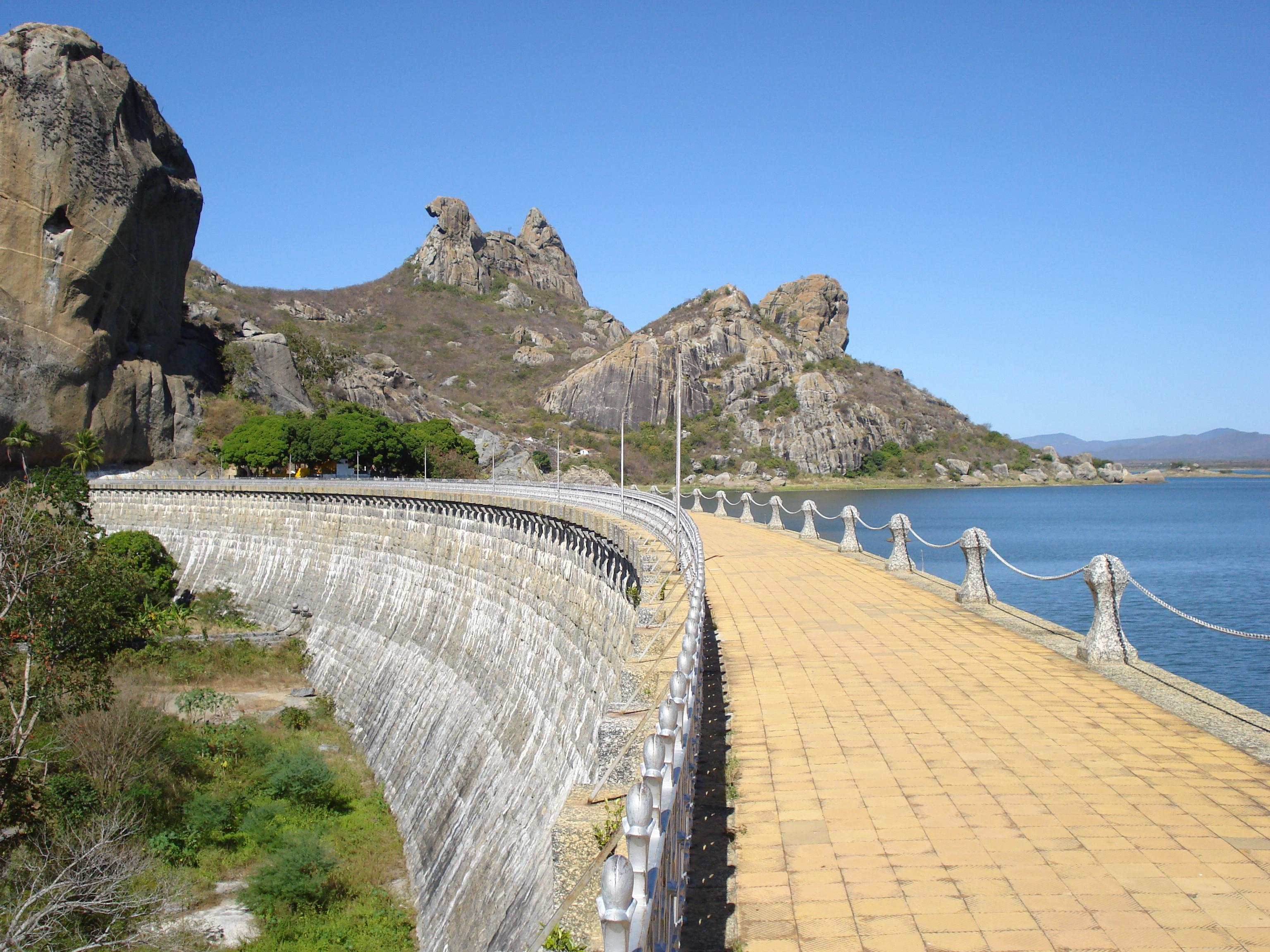
Presa de Cedro

Durante las décadas posteriores, Ceará se mantuvo en una relativa tranquilidad sin estiajes, hasta que en 1877 y en los dos años siguientes, una gran sequía perjudicó seriamente a la agricultura del estado. Al principio de esta sequía, el senador Tomás Pompeu de Sousa Brasil publicó el primer libro sobre este problema climático, titulado O clima e secas no Ceara (El clima y sequías en Ceará). En esa época fue iniciada la construcción de la presa de Cedro, en Quixadá, como medida para minimizar la falta de agua. Sin embargo, la obra solo se finalizó en la Primera República. 
En 1909 fue establecida la Inspectoría de Obras Contra las Sequías, con el fin de realizar estudios, planes y obras contra la sequía. Más tarde se convertiría en el Departamento Nacional de Obras Contra a Seca, con sede en Fortaleza. Varios embalses fueron construidos en todos los estados del Nordeste. En la década de 1930, se creó el polígono de las sequías: en el cual se encuentra casi todo el territorio cearense. 
Actualmente, existen muchos órganos del gobierno cearense destinados al problema climático del estado. La Compañía de Gestión de los Recursos Hídricos, en conjunto con la Superintendencia de Obras Hidráulicas, son los órganos que gestionan las presas y la planificación de canales. La Fundación Cearense de Meteorología es la responsable por la monitorización climática. El órgano central es la Secretaría de Recursos Hídricos, que estructura las metas y planes para combatir a la sequía en Ceará.

### Protección del medio ambiente

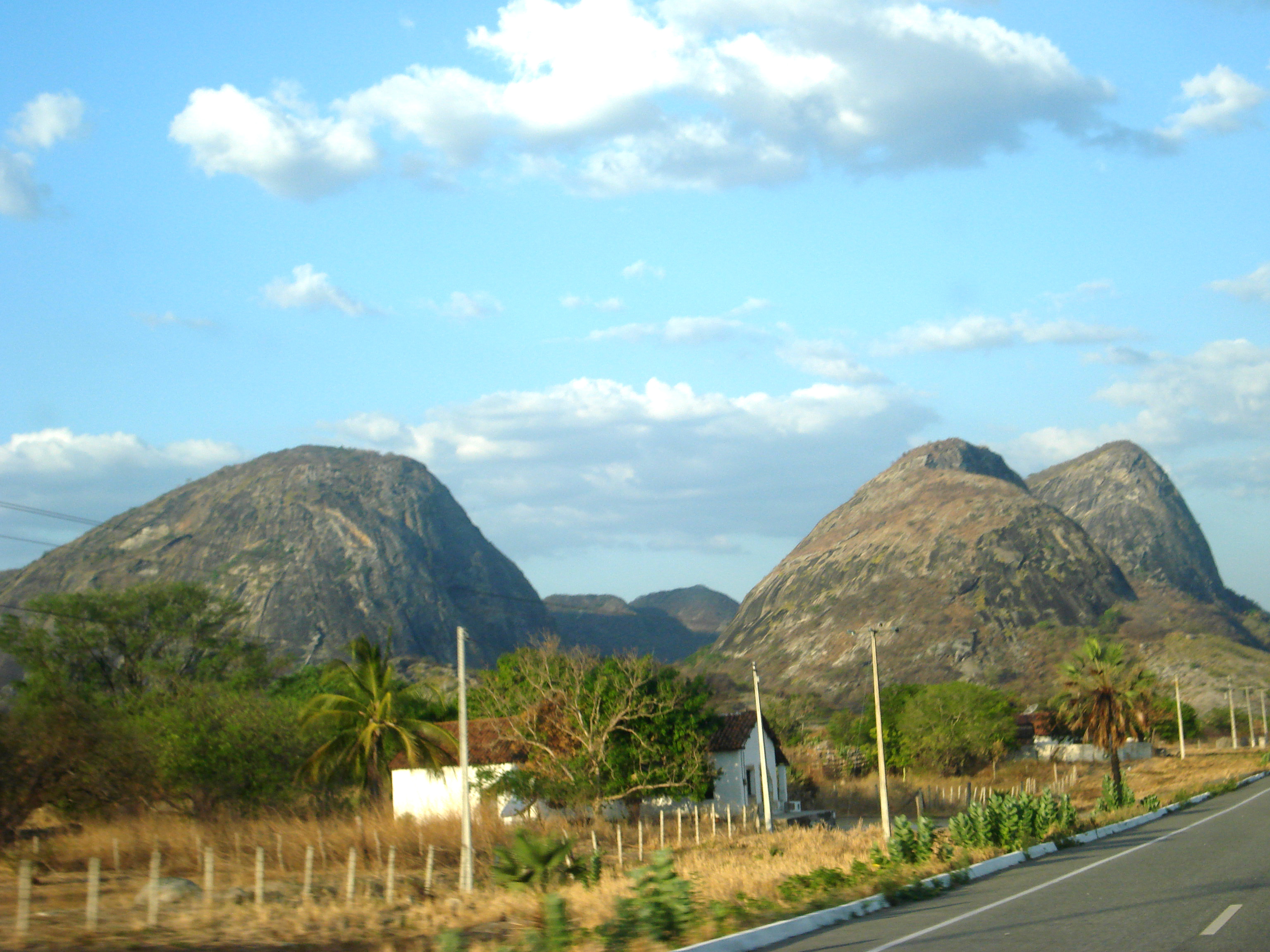
Monolitos que caracterizan al sertón cercano a Quixadá.

Ceará cuenta con dos parques nacionales. El Parque nacional de Ubajara, fundado en abril de 1959, y que hasta hace poco tenía solo 563 ha, tiene ahora 6299 ha. En su interior se encuentra la Gruta de Ubajara y un tranvía de acceso a la gruta, su mayor atracción. El segundo parque es el Parque nacional de Jericoacoara, fundado en 2002 para conservar a las playas y dunas de la región, cuyo principal atractivo es la Pedra Furada. Otras áreas de conservación ambiental importantes son las selvas nacionales de Araripe (la primera Selva Nacional de Brasil, establecida en 1946), y la de Sobral. También existe el Área de Protección Ambiental de la Chapada de Araripe, con 10000 km², que abarca 38 municipios de Ceará, Pernambuco y Piauí.

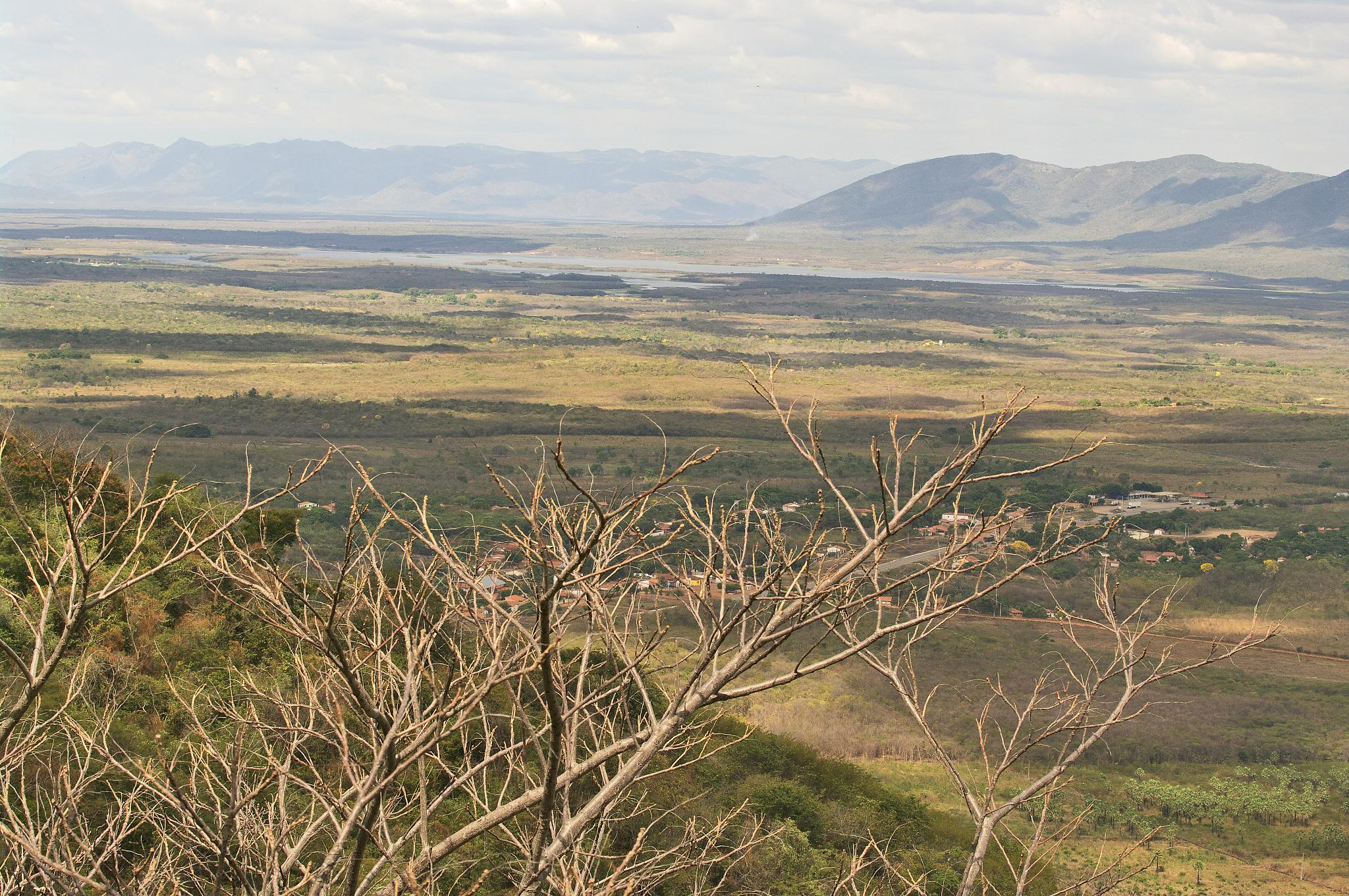
La Depresión Sertaneja

El gobierno de Ceará mantiene 13 áreas de conservación protegidas. El Parque Ecológico de Cocó y el Parque Estatal Marinho da Pedra da Risca do Meio son los únicos parques estatales de Ceará. El Parque de Cocó fue el primer parque estatal creado, en 1989, dentro de la zona urbana de Fortaleza, cobijando al bioma de manglares. En todo Ceará existen 58 zonas de protección ambiental, de las cuales 20 son estatales, 11 son federales, 13 son municipales y 14 son zonas privadas.
Los ecosistemas del estado están profundamente dañados y muy poco conservados. Las regiones de selva tropical y cerrado, en las sierras y chapadas de altitud elevada, poseen gran concentración demográfica, uso intenso para fines agropecuarios, y, comparativamente, poca conservación y fiscalización ambiental. Los crímenes ambientales son practicados constantemente en zonas como la APA Araripe – sobre todo la quema y retirada de leña – y no pueden ser reprimidos debido a la falta de recursos fiscales, entre otros motivos. Actualmente, la mata atlántica ocupa apenas el 1,2% del territorio del estado, habiendo sido mucho más extensa en el pasado. Sin embargo, 44% del resto está en zonas protegidas, lo que no ha garantizado su total conservación.
La caatinga está en una situación aún más grave, constando con solo el 0,45% de conservación, aunque represente, en sus variadas formas, el 92% del territorio estatal. El 80% de la caatinga cearense está arruinada, y muchas de las áreas restantes, a pesar de estar aparentemente conservadas, no pasan de formas vegetales secundarias, menos ricas y alteradas por la substitución de especies vegetales, lo que acarrea graves consecuencias para el suelo y los ya escasos recursos hídricos. La desertificación avanza en el estado y alcanza niveles preocupantes, sobre todo en Irauçuba.

## Historia

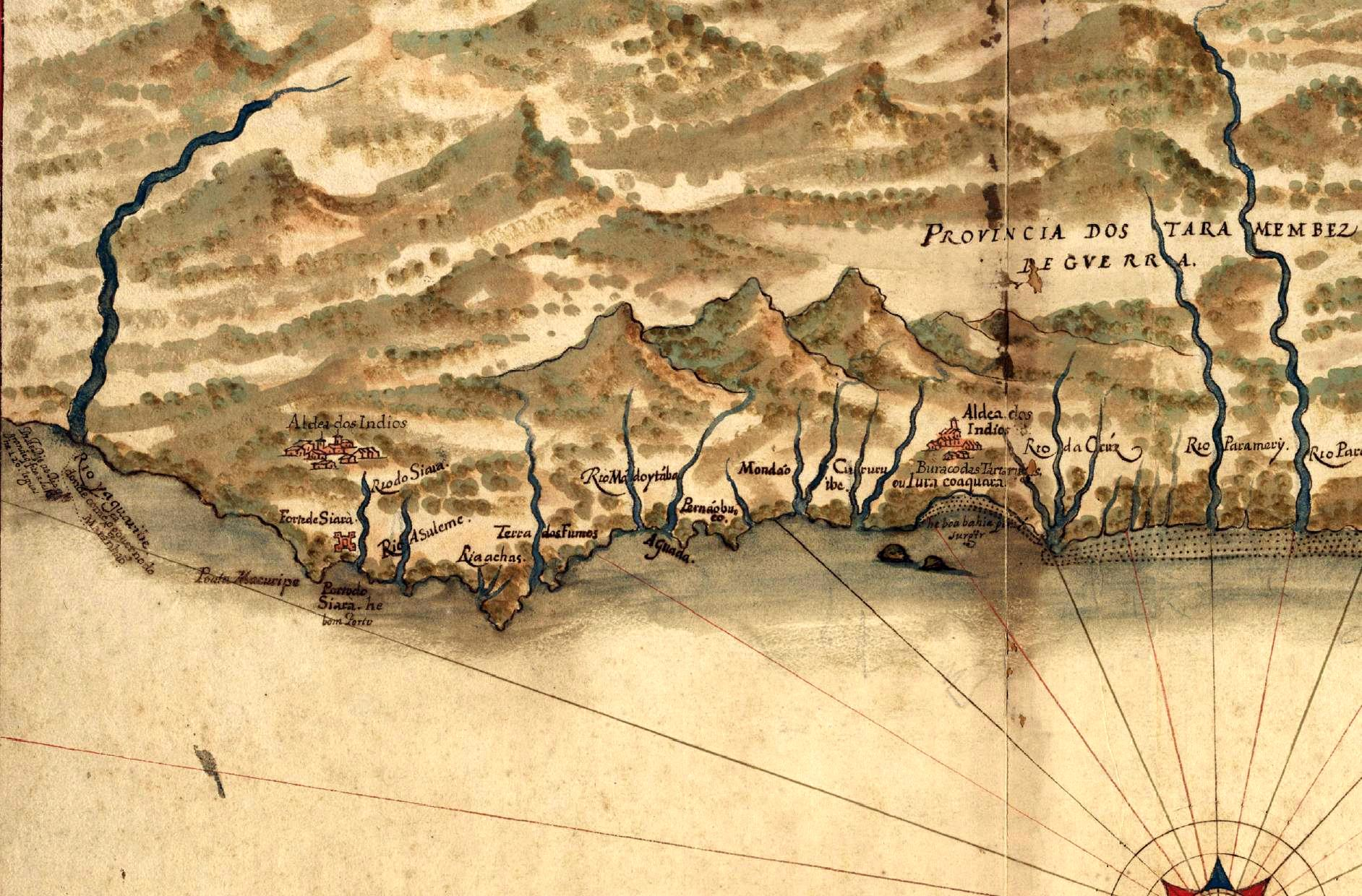
Ceará a partir del mapa de 1629 por Albernaz I.

Los hechos históricos sobre el territorio cearense probablemente empezaron a ser registrados en la historia moderna a partir del siglo XVI. Los primeros registros describen esta región de Brasil, ya habitadas por diversas etnias indígenas, que vivían de la extracción de recursos naturales, pesca, agricultura y comercio con los europeos. 
La formación histórica del Ceará actual es el resultado de diversos factores sociales, económicos y de adaptación al suelo y a la naturaleza, tales como: la interacción entre los nativos, los europeos y los africanos; y la interacción de estos pueblos con el fenómeno de la sequía. 
El desarrollo independiente de Ceará ocurrió después de su segregación de Pernambuco en 1799, y su historia fue marcada por luchas políticas y movimientos armados. Esta instabilidad se prolongó durante el Imperio y la Primera República, normalizándose después de la reconstitucionalización del país en 1945.

### Ceará precolonial
Ceará estaba habitado ancestralmente por tribus indígenas de lenguas tupíes (Tabajaras, Potiguaras y Tapebas) y lenguas ye (Karirí, Inhamum, Jucá, Kanindé, Tremembé, Karatius entre otros), las cuales aún denominan varios topónimos en Ceará. Estas tribus ya comerciaban maderas nobles, ámbar y otros productos con los extranjeros que atracaban en las costas cearenses, antes de la llegada de los portugueses en 1603 a través del litoral. A partir de 1603, los portugueses intentaron establecerse en las tierras cearenses, pero no lo lograron debido a la intensa resistencia de los nativos y a la falta de conocimiento, por parte de los portugueses, de cómo sobrevivir a la sequía. Solo a partir de 1654, con la partida de los de los neerlandeses y la debilitación política de las tribus indígenas locales, pudieron los portugueses empezar a tener éxito en la colonización del territorio. Los esfuerzos de población de los portugueses tenían, como meta principal, vencer a la resistencia indígena y garantizar el dominio luso contra los extranjeros. 
Los navegadores españoles Vicente Yáñez Pinzón y Diego de Lepe desembarcaron en la costa de Ceará antes del viaje de Pedro Álvares Cabral a Brasil. Pinzón llegó a un cabo identificado como Porto Formosso, que podría ser el actual Puerto de Mucuripe, y Lepe, a la desembocadura del río Ceará, en Fortaleza. Sin embargo, estos descubrimientos no pudieron ser declarados oficialmente debido al Tratado de Tordesillas de 1494.
Las tierras del actual Ceará fueron donadas a Antônio Cardoso de Barros, quien no se interesó en colonizarlas. Los franceses, quienes ya comerciaban ámbar gris, maderas nobles, pimienta y algodón nativo con las tribus indígenas, fueron los primeros europeos que se establecieron en Ceará. En 1590, fundaron el establecimiento comercial colonial de Ibiapaba. Los neerlandeses también negociaban con los nativos cearenses, bajo el ejemplo del capitán Jean Baptista Sijens, quien estuvo en Mucuripe en 1600.

### Ceará Colonial
Gracias a los contactos mantenidos entre los indios potyguara y los portugueses, estos últimos planearon llegar a Ceará y establecer un punto de apoyo para los Maranhão. De este modo, el primer intento de colonización ocurre con Pero Coelho de Sousa, quien muestra interés en colonizar el territorio al traer a su mujer e hijos en 1603; sin embargo, en 1605 ocurre la primera sequía registrada en la historia, haciendo que Pero Coelho y su familia abandone Ceará. 
Tras la partida de Pero Coelho, los jesuitas Francisco Pinto y Luís Figueira llegaron a Ceará con la intención de evangelizar a los indígenas. Avanzaron a la Sierra de Ibiapaba, donde permanecieron hasta la muerte de Francisco Pinto en octubre del mismo año. El padre Figueira volvió a Pernambuco en 1608, sin grandes sucesos.
En 1612 es enviada una nueva expedición portuguesa como parte de los esfuerzos de conquista de Maranhão, aún dominado por los franceses. Ese año, y bajo la dirección de Martim Soares Moreno, fue construido, en los márgenes del río Ceará, el Fuerte de São Sebastião, en el lugar que hoy se conoce como Barra de Ceará, entre los municipios de Fortaleza y Caucaia. A su regreso, en 1621, se encontró con el fuerte destruido. No obstante, el fuerte había dejado los fundamentos para la explotación económica por parte de los portugueses, y a la convivencia con los nativos.
Los neerlandeses, los cuales ya estaban establecidos en Pernambuco desde 1630, intentaron invadir Ceará en 1631, atendiendo el pedido de las naciones indígenas cearenses. El primer intento de conquista neerlandesa es un fracaso. En 1637 el territorio es, finalmente, tomado por los neerlandeses, gracias al trabajo conjunto con los indios nativos. Los portugueses fueron capturados y llevados a Recife. Durante la ocupación neerlandesa, el fuerte de Barra de Ceará fue reformado, y otro fuerte fue construido en Camocim. Se investigó la exploración de las salinas en 1639, y hubo una expedición de Ceará por Georg Marcgraf. Esta expedición partió del fortín de São Sebastião, pasando por el oeste cearense, hasta la región de los Inhamuns.
Los neerlandeses permanecieron en Ceará hasta 1644, cuando Gedeon Morris y su tropa, que regresaba de las batallas del Maranhão, murieron en una emboscada organizada por los indios. Con la emboscada de 1644, el fortín de São Sebastião también fue destruido. 
Entre 1644 y 1649, Ceará fue administrado por las etnias ya existentes en la región. La presencia europea solo volvió en 1649, tras negociaciones entre los nativos y Antônio Paraupaba en 1648.
Con la llegada de Matias Beck en 1649, el Siará Grande entró en un nuevo período histórico: en la embocadura del Río Pajeú fue construido el fuerte Schoonenborch, y se inició la búsqueda de las supuestas minas de plata. Una vez más, los neerlandeses intentaron establecerse en la zona en asociándose con los indígenas.
En 1654, los portugueses tomaron el fuerte neerlandés de Schoonenborch, al cual cambiaron de nombre por el de Fortaleza de Nossa Senhora da Assunção (Fortaleza de Nuestra Señora de Asunción). El fuerte se convertiría en la sede de la Capitanía. Una vez firmado el Tratado de Taborda, muchas de las naciones indígenas no protegidas por el tratado huyeron a Ceará, buscando refugio de los portugueses. De esta manera, Ceará se convirtió en el centro de batalla de la Guerra de los Bárbaros.  En 1661, Países Bajos finalmente cedió sus territorios brasileños a la Corona portuguesa, finalizando así el conflicto en la región.
La influencia de los jesuitas en la colonización por los portugueses fue dominante, resultando en la creación de asentamientos (Porangaba, Paupina, Viçosa, entre otros), muchos altamente militarizados, donde los indígenas se concentraban para ser catequizados y asimilados a la cultura lusa. Las tribus tupís aliadas a los portugueses también se instalaron en villas militarizadas en la Capitanía. De estas reducciones surgieron las primeras ciudades de la Capitanía, como Aquiraz y Crato. Sin embargo, el proceso de aculturación no se dio sin grandes influencias en las creencias y los productos nativos. La intensa resistencia dio lugar a episodios sangrientos, notablemente la Guerra de los Bárbaros, a lo largo de varias décadas del siglo XVIII, que resultó en la fuga de los habitantes de la capital Aquiraz, a Fortaleza. Después de mucha disputa política entre Aquiraz y Fortaleza, esta se convirtió oficialmente en la capital de Ceará el 13 de abril de 1726.

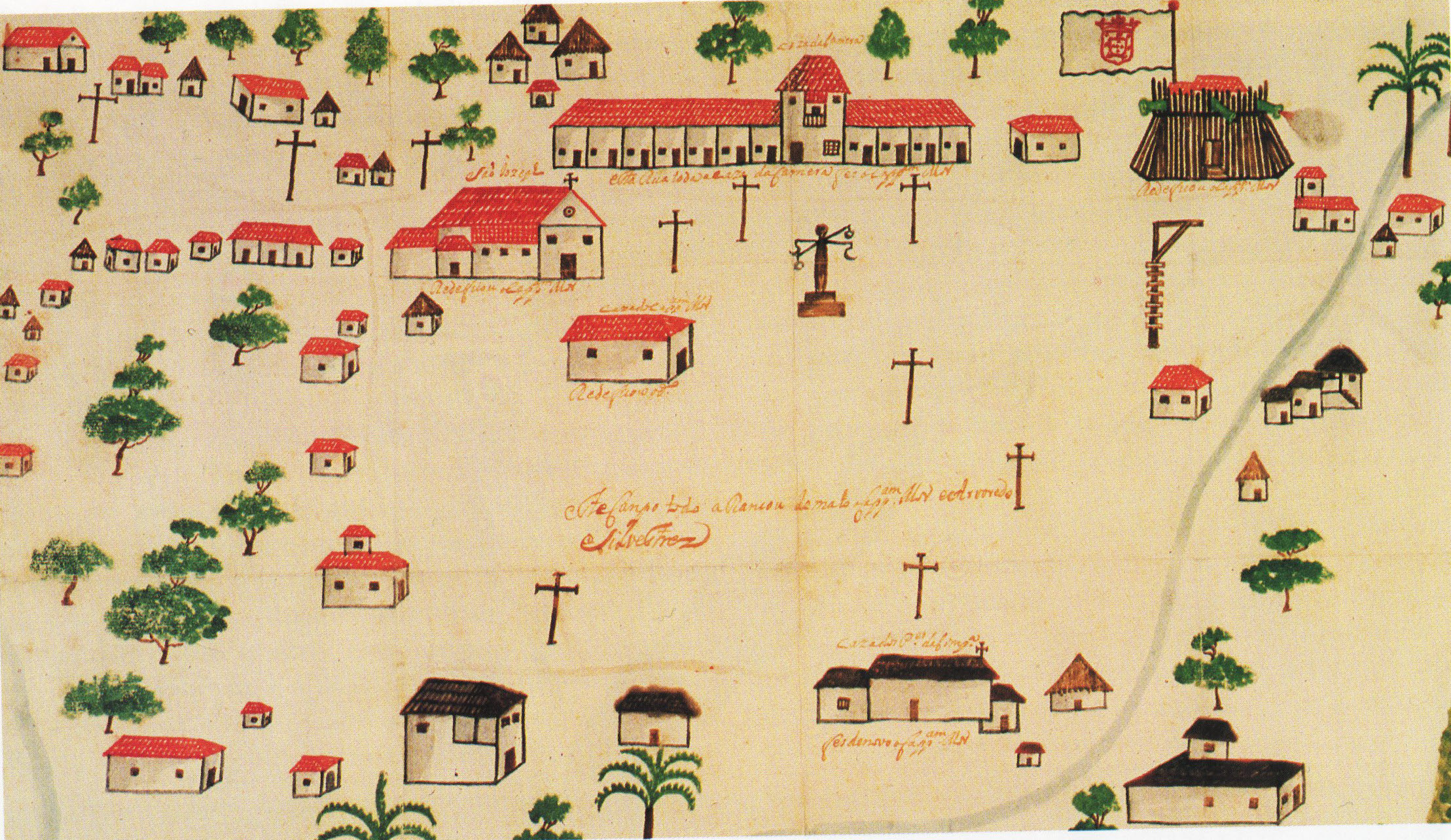
Primer mapa de Fortaleza, c. 1730.

Otro frente colonizador surgió con la instalación de la ganadería en la Capitanía a través de los sertones de dentro y sertones de fuera. Villas como Icó, Acarati y Sobral, entre otras, surgieron del cruce entre las rutas del ganado que era llevado a los mercados o compradores. Más tarde, el costoso transporte de ganado perdió importancia a la producción de carne de charqui que, al final del siglo XVIII, se diseminó también a la Región Sur de Brasil. En las zonas de sierra, hubo un gran flujo de personas que se dedicaban al policultivo. El valle de Cariri se dedicó menos a la ganadería, optando por la producción de caña de azúcar, lo que llevó a una mayor entrada de esclavos africanos. El litoral, refugio de muchos indígenas y negros libres o fugitivos, se pobló de varias aldeas de pescadores.
Las villas principales de la Capitanía de la época charquiana fueron Aracati, Crato, Icó y Sobral. La que ganó más importancia fue Aracati, debido al comercio de cuero y de carne de charqui. Entre los años 1750 y 1800, Acarati vive su apogeo. Sin embargo, de 1790 a 1793 ocurre una gran sequía que causa la muerte a los rebaños bovinos. La producción de charqui es transferida a Río Grande del Sur, ciudad que asume la posición de abastecedor principal de las otras regiones.

### Capitanía de Siará Grande

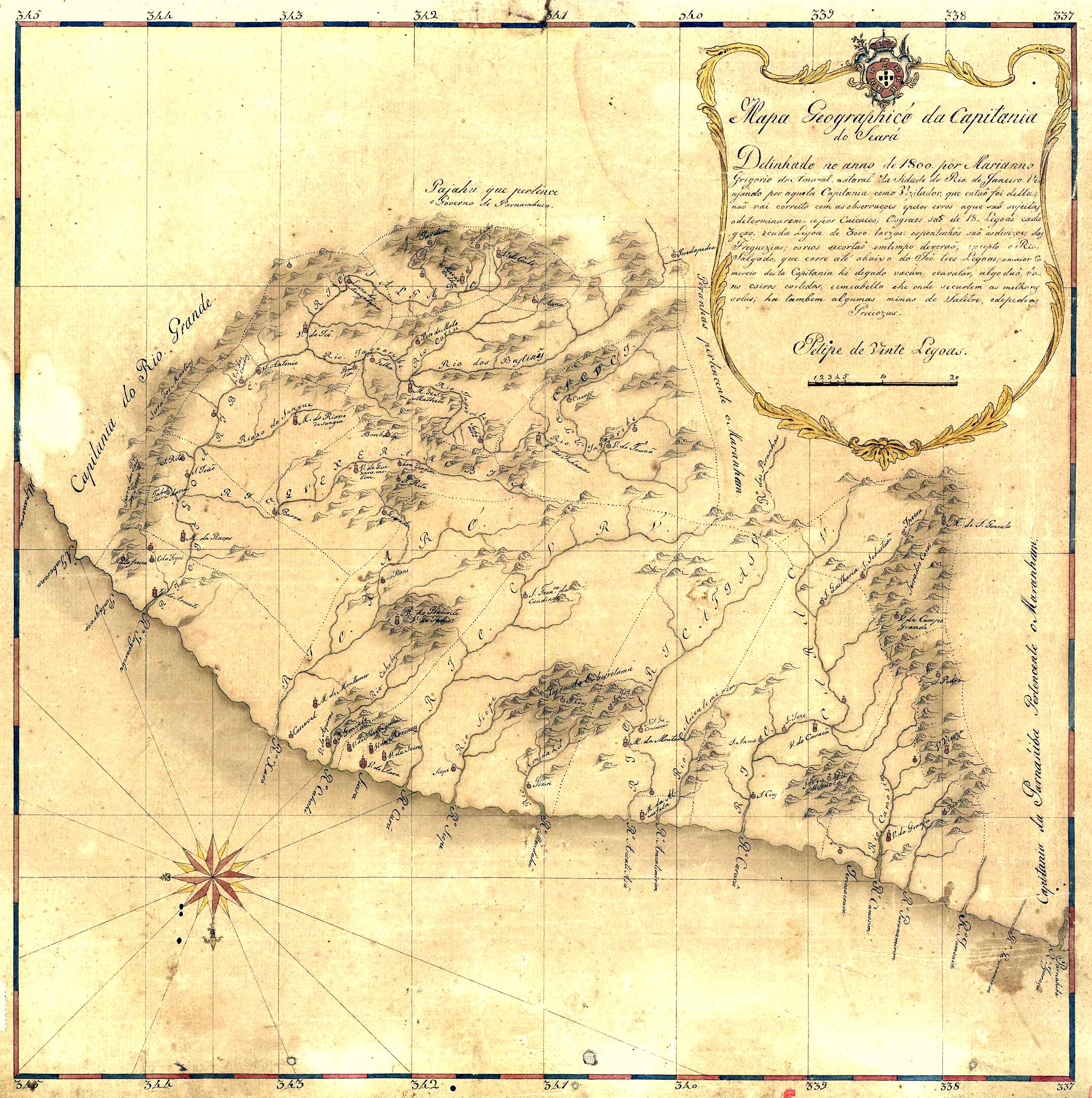
Mapa de Ceará hecho por Mariano Gregório do Amaral en 1800.

En 1799, Ceará adquirió independencia de Pernambuco, y Bernardo Manuel de Vasconcelos fue nombrado primer gobernador, habiendo sido responsable por el principio de la urbanización de Fortaleza. A finales del siglo XVIII, y especialmente con la Guerra de Independencia de los Estados Unidos, el algodón empezó a tomar un papel más relevante en las exportaciones de Ceará. Con el declive del charqui, cuya distribución estaba centrada en Aracati, Fortaleza se convirtió en la ciudad principal cearense debido a su condición de destino de los productos agrícolas cultivados en las diversas sierras que se elevan cerca del municipio. 
En 1812 fue nombrado gobernador de Ceará el portugués Manuel Inácio de Sampaio e Pina Freire, quien reunió los liderazgos en el palacio del gobierno e incentivó a las artes y la urbanización de la capital, a través de los proyectos de Silva Paulet. A principios del siglo XIX, Ceará pasó por movimientos rebeldes como la República de Crato, en 1813, y también influencias de la Revolución pernambucana de 1817, movimientos republicano-liberales liderados por los Alencar, una prominente familia cratense. Tales movimientos fueron reprimidos con dureza por el gobernador provincial de Ceará, Inácio de Sampaio.

### Ceará en el Imperio

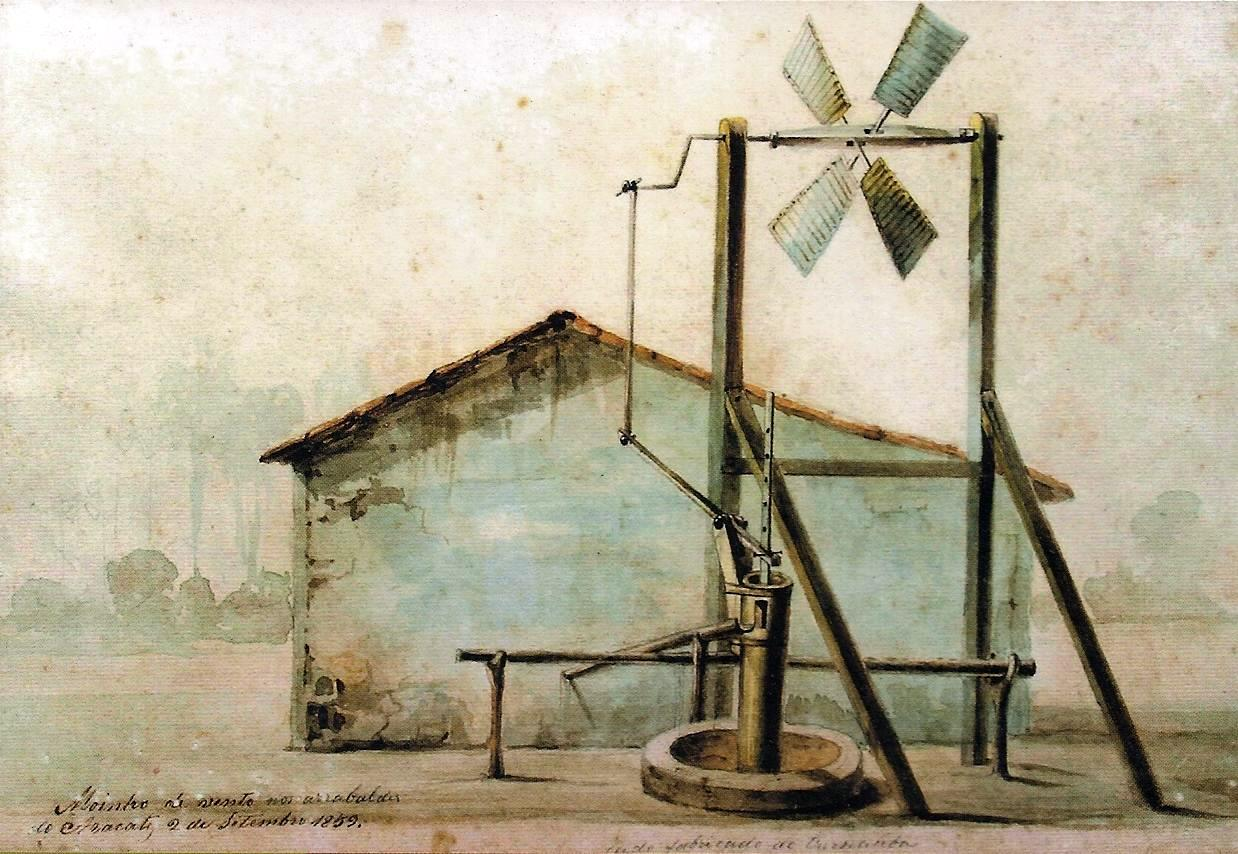
Imagen de un molino de viento, en Aracati, de la Comissão Científica de Exploração en 1859.

En 1825, Ceará tomó parte en la Confederación del Ecuador, con el liberal Tristão Gonçalves aplicando un golpe y convirtiéndose en el jefe del gobierno.  La Confederación fue frustrada por las fuerzas imperiales, y Tristão murió durante los combates contra las fuerzas legalistas de Imperio. El ciclo de conflictos terminó con la insurrección de Pinto Madeira, coronel de Jardim in Ceará, quien quería el regreso a la monarquía absoluta y representaba intereses regionales opuestos a los de la ciudad de Crato, de inspiración marcadamente liberal. 
A mediados de 1860, y debido a la Guerra de Secesión estadounidense, hubo un aumento en la producción de algodón. Tal incremento no duró mucho tiempo, pero causó un gran impulso a la modernización de la infraestructura de la provincia, incluyendo la construcción del primer ferrocarril de Ceará, inaugurado en 1873. En 1877 ocurrió la llamada Gran Sequía de 1877-1879, uno de los períodos más severos de sequía prolongada de la historia cearense. Esta causó la muerte de miles de personas, llevando a muchas otras a emigrar de la zona. Fortaleza recibió una población de fugitivos de la sequía cuatro veces mayor que su propia población.
Poco después, la producción de goma en la Amazonia aumentó dramáticamente, y muchos cearenses que fueron víctimas de la sequía migraron a esta zona.

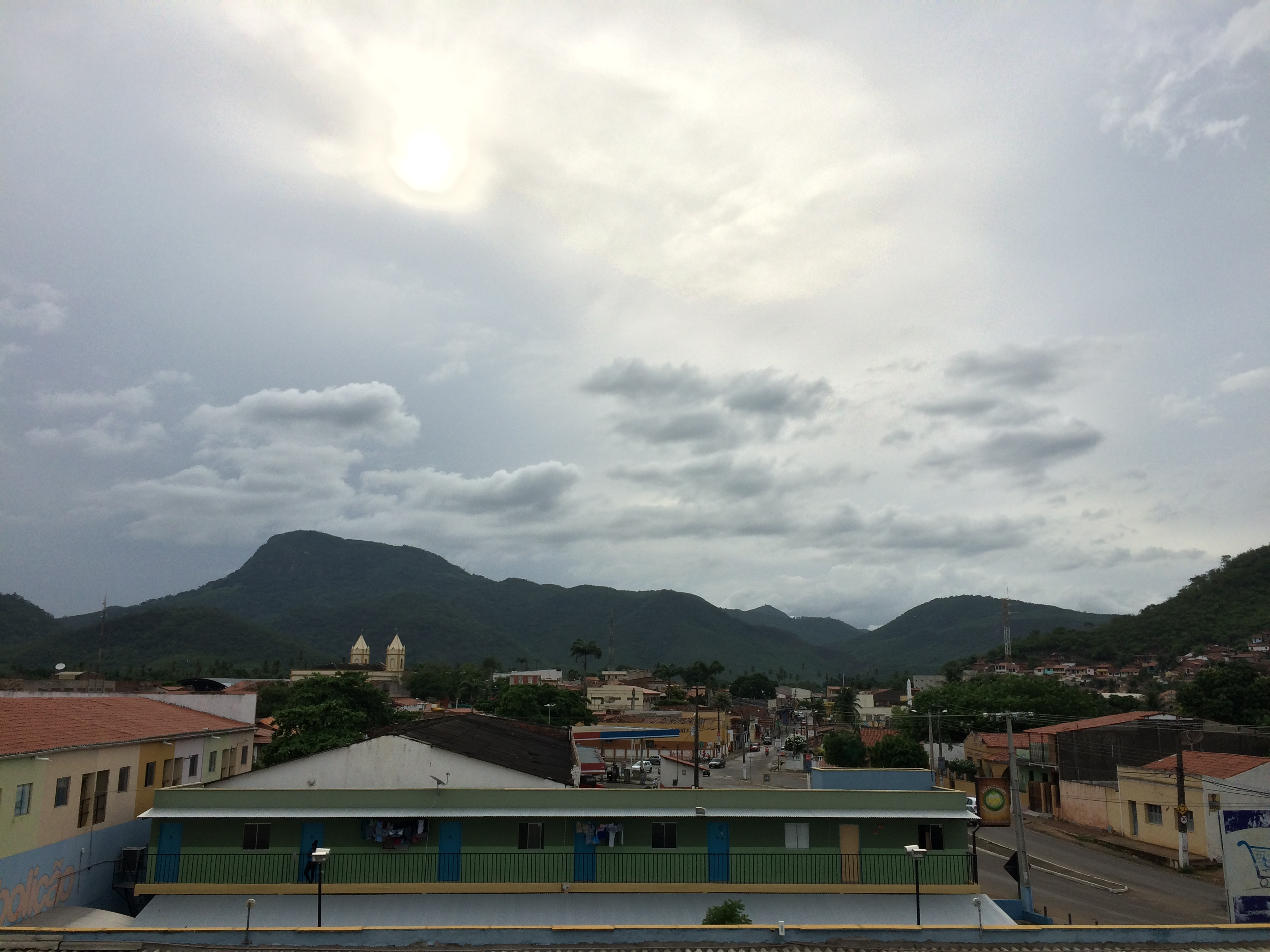
Redenção, en Ceará la primera ciudad de Brasil que aboliu la esclavitud

La gravedad de este estiaje llamó la atención del gobierno central e incluso de los científicos, quienes publicaron textos científicos y propuestas de mejora de la situación, la mayoría de las cuales no fueron puestas en práctica, o resultaron ineficaces. Por otro lado, hubo un aceleramiento de las obras del embalse de Cedro, en Quixadá, el primero del Nordeste brasileño. El embalse fue finalmente terminado en 1906. La Gran Sequía y los subsecuentes estiajes impulsaron la aparición de la llamada industria de la sequía, y generó una tradición migratoria en el estado. Entre 1869 y 1900, 300000 cearenses abandonaron la región, con el 85% marchándose a la Amazonia.
Tras una intensa campaña abolicionista, el estado de Ceará fue el primer estado brasilero en abolir la esclavitud el 25 de marzo de 1884, sucediendo esto antes de la implementación de la Lei Áurea de 1888, ley que suprimió la esclavitud en el Brasil. El movimiento contó con la participación de varias sociedades libertarias. Destaca la colaboración de Francisco José do Nascimento, llamado Dragón del Mar, quien impulsó al abolicionismo al negarse a transportar esclavos en su barca. Dentro de Ceará, el primer municipio en abolir la esclavitud fue el de Acarape, que tras este evento pasó a ser llamado Redenção. Debido al movimiento, Ceará recibió el apodo de Tierra de la Luz, empezando por José do Patrocínio. La esclavitud, que no había sido muy extendida por el estado, prácticamente se extinguió en los años 1880, de forma que no hubo ninguna resistencia a su abolición de parte de la elite agrícola.

### Primera República y Estado Nuevo

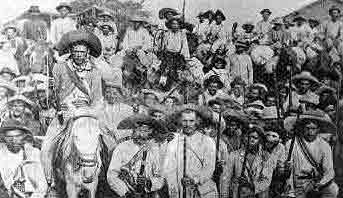
Soldados de las fuerzas juazeirenses.

Al principio de la Primera República, pese a las sequías que azotaron Ceará, Fortaleza continuó desarrollándose económica y políticamente, al contrario del resto del estado. Un influjo de inmigrantes ocurre en las primeras décadas del siglo XX, aunque fue menor que el de las otras zonas, consistiendo principalmente de portugueses y sirio-libaneses. Los descendientes de estos, en particular, fueron reconocidos por sus actividades comerciales, y, posteriormente, su participación en la política cearense.
Durante este período, hubo un aumento de actividad de los cangaceiros, quienes actuaban en grupos organizados, saqueando ciudades y propiedades rurales. Esto causó una instabilidad en la zona que duró décadas. La gran religiosidad popular y la miseria estimulaban una profusión de líderes mesiánicos y formas de fanatismo religioso. El cearense Antônio Conselheiro, de Quixeramobim, llegó a formar, en Bahía, el campamento de Canudos, cuya atracción poblacional e ideológica, contraria a los intereses de la elite agraria, provocó la Guerra de Canudos.  No obstante, la influencia de los líderes religiosos no fue extinguida. 
Entre 1896 y 1912, la hegemonía política se concentró en las manos de Nogueira Accioly y su familia, quienes establecieron una poderosa oligarquía que dirigía a la mayor parte de los escalones del poder estatal. En 1912, Accioly designó a Domingos Carneiro como su candidato contra Franco Rabelo, representante de la política del salvacionismo del presidente Hermes da Fonseca, lo que generó una agitada campaña electoral. La dura represión policial a una manifestación de niños a favor de Rabelo, que causó la muerte de algunos de ellos e hirió a otros niños, desencadenó una revuelta de tres días de la población fortalecense. Esto forzó al gobernador Accioly a dimitir, evento ahora conocido como la Sedición de Fortaleza. Franco Rabelo se convirtió en gobernador de Ceará.

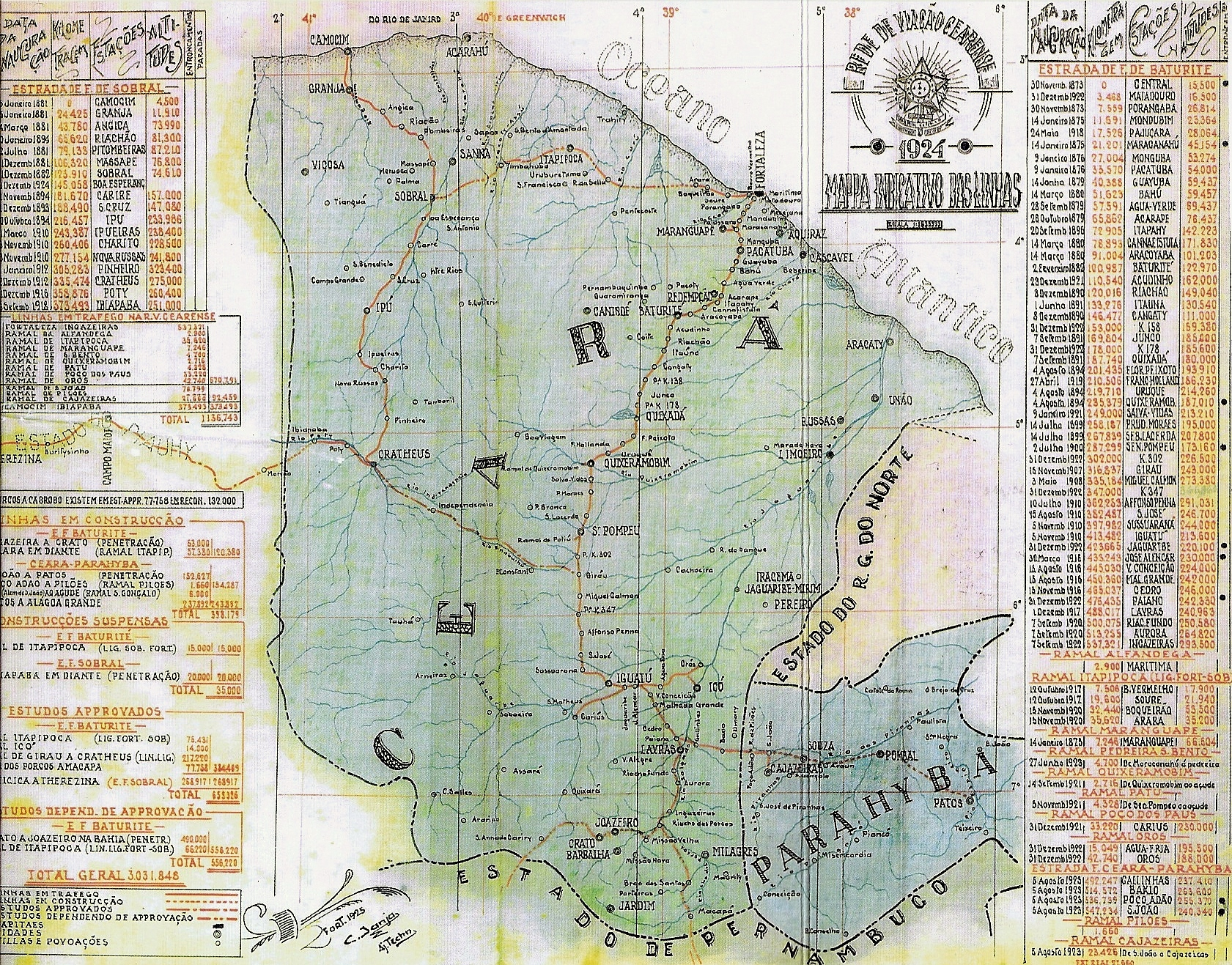
La Rede de Viação Cearense, empresa de ferrocarriles de Ceará, surgió en 1909 y fue federalizada en 1915 para ayudar en el combate a la sequía.

A finales del siglo XIX, el carismático Padre Cícero atrajo a miles de personas del sertón a un pequeño distrito de Crato, que se convertiría en Juazeiro do Norte en 1911, persuadidos por su fama de milagrero, atribuida a la supuesta transformación a sangre de una hostia que la beata Maria de Araújo recibió del Padre. Aún después de la pérdida de su ordenación, en virtud de las controversias sobre el milagro, la popularidad de Padre Cícero era cada vez más alta, y a pesar de su carácter mesiánico, fue hábil en evitar grandes conflictos con la elite local, convirtiéndose él mismo en un poderoso jefe político. En 1914, irrumpió la Sedición de Juazeiro, oponiéndose al gobernador interventor Franco Rabelo y al Padre Cícero, que había conquistado el puesto de alcalde de Juazeiro do Norte y el de vicegobernador. Rabelo comenzó una persecución del líder religioso. Así, liderados por Floro Bartolomeu, la gente del sertón fiel al Padre Cícero se reunieron para luchar contra las tropas estatales, logrando derrotarlas en su ciudad y forzándolas a retirarse a Fortaleza, donde las vencieron y destituyeron al gobernador. Un equilibrio relativo se estableció entre las oligarquías cearenses, que duró hasta la Revolución de 1930. 

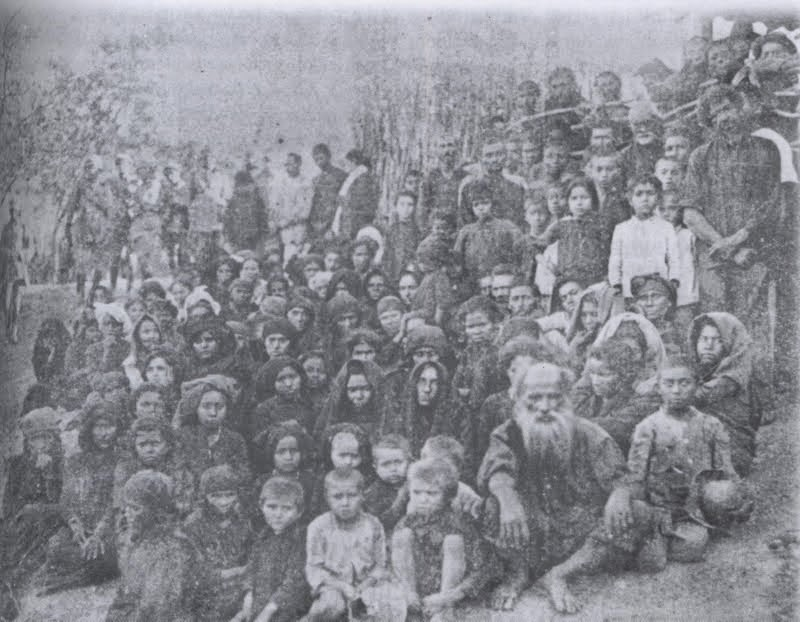
Supervivientes del Caldeirão de Santa Cruz do Deserto, uno de los eventos más crueles de la historia cearense.

En 1915, Ceará sufrió una gravísima sequía que llevó a un nuevo éxodo de la población a la Amazonia, región que, debido a la intermitente pero significativa emigración, tuvo gran influencia cearense. La gravedad de la sequía inspiró a la escritora Rachel de Queiroz en su famosa obra O Quinze. El sertón sufrió un nuevo estiaje en 1932, y el gobierno estatal no pudo disponer de la Amazonia como refugio para los desplazados. 
Frente a esta situación, los Campos de concentración de Ceará, que ya habían sido utilizados en 1915, fueron reabiertos. Conocidos como Currais do Governo (Corrales del Gobierno), tenían como objetivo impedir que los desplazados por la sequía y la hambruna llegaran a las ciudades grandes. La instabilidad política y social fue aumentando en el Estado. En los años 1930, surgió en Crato el movimiento mesiánico de Caldeirão de Santa Cruz do Deserto, liderado por el beato José Lourenço. Igualitaria y agraria, la comunidad de Caldeirão perseguía la autosuficiencia, lo que llevó al gobierno y la elite agraria a verla como una mala influencia. Acusada de comunismo, Caldeirão fue invadida y sometida a bombardeos aéreos, resultado en la masacre de aproximadamente 400 individuos. 
Tras la Revolución de 1930, Ceará fue gobernado por interventores del Gobierno Federal. Hubo la aparición de dos organizaciones políticas que dominaron el escenario estatal: la Legião Cearense do Trabalho, con clara influencia fascista, y la Liga Eleitoral Católica, fuertemente religiosa, representante de la elite tradicional y del gran reclamo popular. En 1943 tuvo lugar otra sequía en Ceará, y, con la Segunda Guerra Mundial y los Acuerdos de Washington, el gobierno de Getúlio Vargas incluyó a Ceará en su proyecto político. La instalación de una base estadounidense en Fortaleza, trajo ideales democráticos y antifascistas que fueron defendidos en varias manifestaciones. Bajo una intensa propaganda gubernamental de migración (SEMTA), cerca de 30 mil cearenses se hicieron Soldados de la Goma, produciendo goma en la Amazonia para abastecer a los ejércitos aliados.

### República Nueva

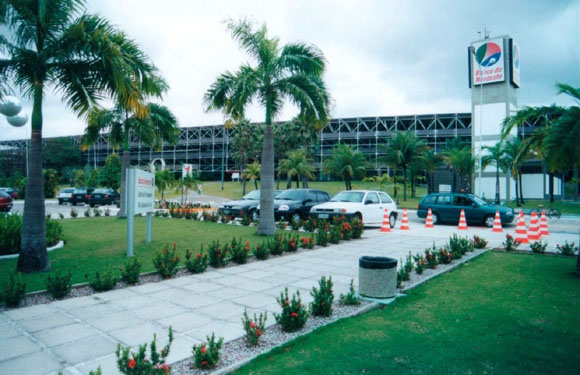
Vista de la actual sede del Banco do Nordeste, instalado en Fortaleza en 1954.

La República Nueva en Ceará se inició con el nombramiento sucesivo de seis interventores hasta las elecciones de 1947, y la subsecuente elección de Faustino de Albuquerque por la Unión Democrática Nacional. Durante su gobierno, en las elecciones presidenciales de 1950, el candidato udenista Eduardo Gomes obtuvo la mayoría de los votos, y Getúlio Vargas quedó en tercero lugar en el estado. Raul Barbosa fue elegido para la dirección del gobierno estatal. En 1952, durante su gobierno, ocurrió la instalación del Banco do Nordeste en Fortaleza. En el mismo año, el gobierno federal inauguró oficialmente el Puerto de Mucuripe, en cuyo entorno fueron instaladas varias plantas termoeléctricas. 
En los años 1950, surgieron o se consolidaron varios de los mayores grupos económicos de Ceará, como Deib Otoch, J. Macêdo, M. Dias Branco, Edson Queiroz y Jereissati. Paulo Sarasate fue el tercer gobernador electo en el periodo. Durante esa década comienza una nueva ola migratoria a varios estados y regiones. Entre las décadas de 1950 y 1960, la población cearense pasa de 5,1% a 4,5% de la población total brasileña. En 1958 fue elegido José Parsifal Barroso, quien contó con la ayuda del gobierno federal para combatir el problema de la sequía de ese año, siendo la principal obra la del Embalse de Orós, inaugurado en 1961. En Fortaleza, el Grupo Severiano Ribeiro inauguró el Cine São Luis. En 1962, se crea el Banco do Estado do Ceará.
En 1963, Virgílio Távora fue elegido gobernador de Ceará, ejerciendo el mandato hasta 1966, aun cuando la dictadura militar empezó en 1964. Su gobierno estuvo marcado por la creación del llamado “PLAMEG I”, el Plan de Metas del Gobierno, que propuso la modernización de la estructura del estado con la ampliación del puerto de Mucuripe y la transmisión de energía del Complejo Hidroeléctrico de Paulo Afonso a la capital. Se crearon o instalaron, también, el Distrito Industrial de Maracanaú, la CODEC y la Compañía DOCAS de Ceará. Con el Acta Institucional Número Dos, Virgílio se unió a la Alianza Renovadora Nacional, y Figuereido Correa al Movimiento Democrático Brasileño.

### Gobierno militar

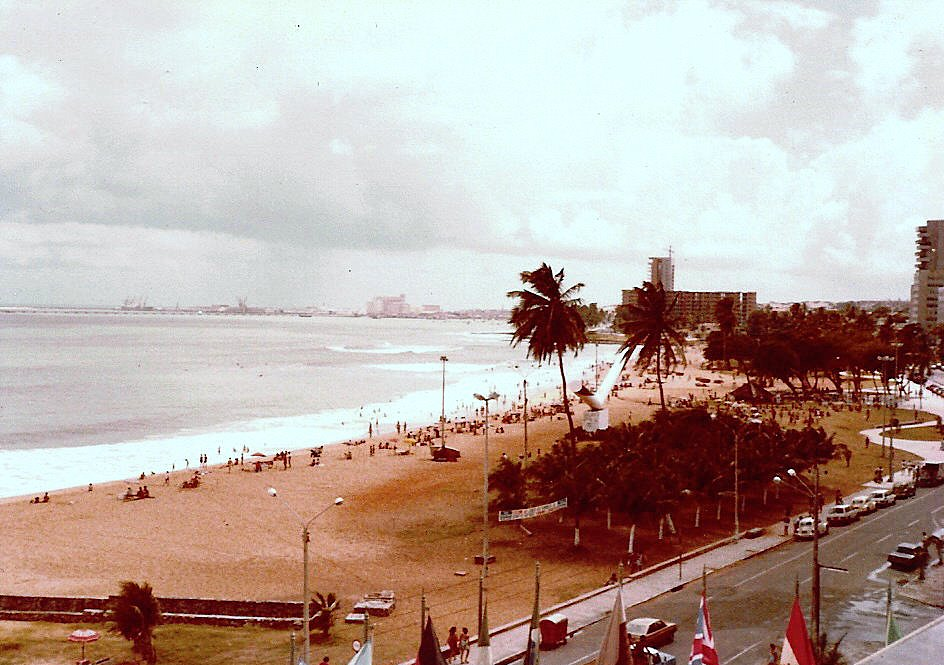
Vista del litoral de Fortaleza en los años 1980, donde se ve el monumento al Interceptor oceánico.

Plácido Castelo fue elegido por la Asamblea Legislativa de Ceará en 1966. Durante su gobierno hubo persecuciones políticas de diputados y varias manifestaciones, ocasionando la prisión y tortura de estudiantes y trabajadores, así como atentados de bomba en Fortaleza. Fue creado el Banco de Desarrollo de Ceará (BANDECE) y pavimentada la carretera CE-060, la “carretera del algodón”. También se iniciaron las obras del estadio Castelão. 
Durante el gobierno de César Cals (1971-1975), se produce el auge de la represión militar. Varios cearenses de izquierdas estuvieron implicados en la Guerrilla del Araguaia. Cals buscó gobernar tecnocráticamente, formando su propia facción política y rompiendo con Virgílio Távora. Su sucesor, José Adauto Bezerra (1975-1978), no provoca grandes cambios. Adauto se concentra, políticamente, en las zonas rurales con la creación de una secretaría de asuntos municipales. Finalmente, dimite de su cargo para ser elegido diputado federal. El vicegobernador Valdemar Alcântara se apodera del cargo y termina el mandato. 
Virgilio Távora regresa al gobierno en 1979, siendo el último elegido indirectamente, y rescata su primer gobierno con la creación del PLAMEG II. Establece el Fondo de Desarrollo Industrial para complementar el sistema de incentivos regionales a la industria, impulsando una industrialización muy concentrada en la Región Metropolitana de Fortaleza. También crea el PROMOVALE (proyectos de irrigación), y su mujer, Luiza Távora, programa proyectos sociales como la Central de Artesanato de Ceará. Su gobierno estuvo marcado por la ausencia, casi total, de la oposición en la Asamblea, nombramientos aproximados de 16000 personas a cargos públicos, y varias huelgas. En 1983, Gonzaga Mota fue elegido por voto popular, rompiendo con los coroneles anteriores para crear su propio grupo político. Su ruptura acarreó ataques del régimen militar, con la suspensión de subvenciones federales.

### República actual

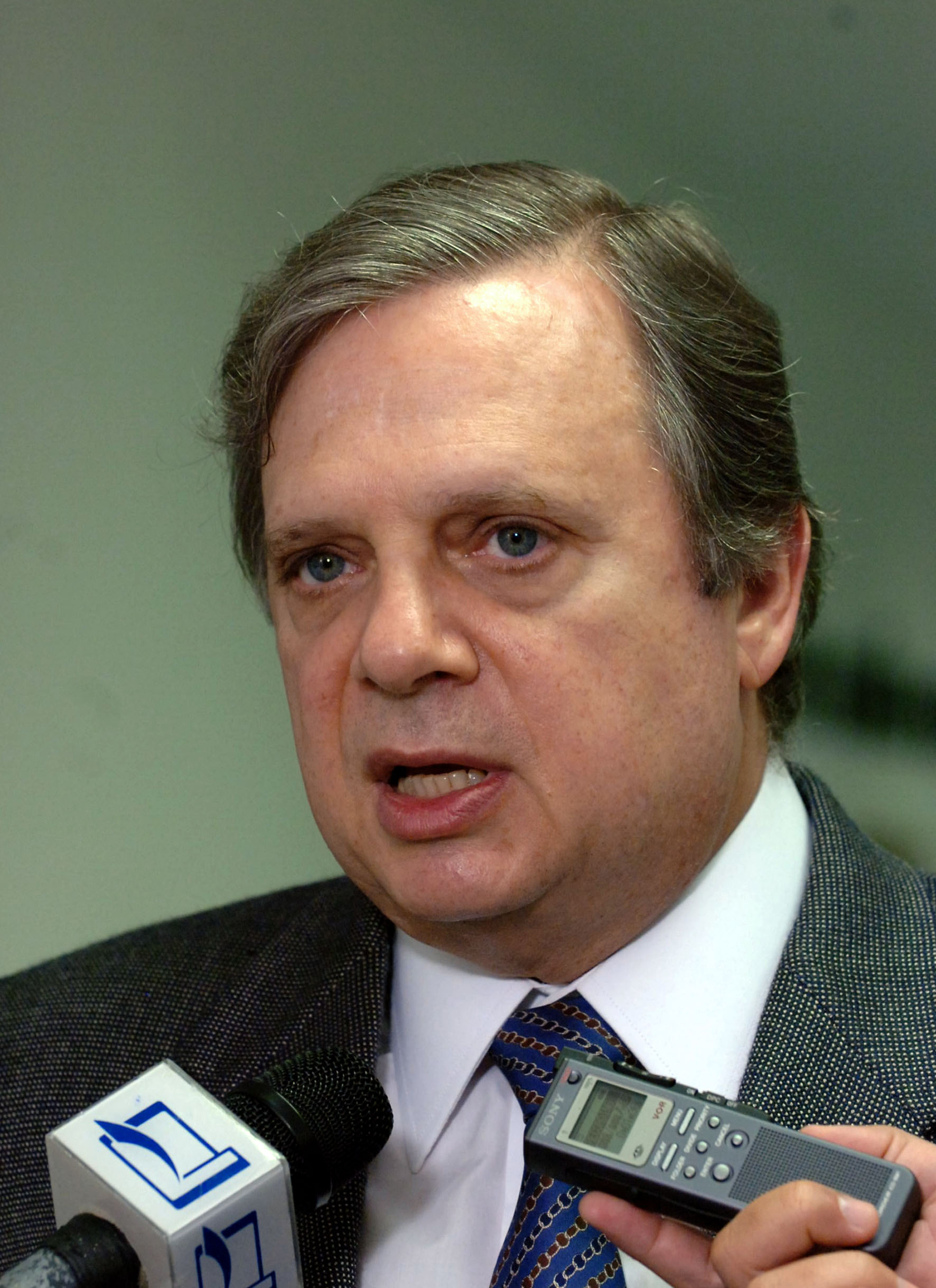
Tasso Jereissati fue gobernador tres veces, y lideró el llamado “Gobierno de los cambios” en Ceará.

La nueva república coincide en Ceará con la elección de Maria Luíza al cargo de alcaldesa de Fortaleza en 1985. Fue la primera alcaldesa de la capital estatal elegida por el Partido de los Trabajadores, y la primera mujer elegida para ese cargo después del régimen militar. La insatisfacción con la política practicada durante la dictadura militar, y el movimiento de redemocratización, impulsan las transformaciones en el poder político, con la decadencia de la hegemonía tradicional del coronelismo.
Gonzaga Mota dejó al gobierno con pagos retrasados al funcionalismo y descontrol en las cuentas públicas. Rompiendo con sus antiguos aliados, Mota, junto a los partidos de izquierda y al PMDB, apoya a la candidatura oposicionista liderada por el joven empresario Tasso Jereissati, quien consiguió ser elegido con la promesa de modernizar la administración pública y las finanzas, combatir el clientelismo de los gobiernos anteriores, moralizar la administración pública y desarrollar la economía estatal. La nueva gestión se autodenominó como “Gobierno de los Cambios”. En las dos décadas siguientes, el proyecto avanzó con la elección de Ciro Gomes, seguida de un segundo mandato de Tasso Jereissati. Con la institución de la reelección en el país, Tasso gobernó el Estado una tercera vez, convirtiéndose en el primer político en conseguir tal logro en más de cien años de historia republicana. En las siguientes dos décadas, Jereissati y sus aliados detuvieron la hegemonía política del Estado, y perdieron rápidamente la alianza con los partidos situados más a la izquierda. Ciro Gomes, aún en su mandato como alcalde de Fortaleza, se presentó como candidato y fue elegido en 1990 para el cargo de gobernador, con el apoyo de Tasso. 
Los “Gobiernos de los Cambios” priorizaron el aumento de los ingresos, poniendo énfasis en las inversiones públicas y privadas en infraestructura y en los sectores industriales y de servicios, mientras que el sector agropecuario permaneció al margen. Políticamente, hubo una relativa disminución de los gastos a través de las reformas administrativas y financieras, así como las dimisiones y la reducción salarial en el funcionalismo público. Esto garantizó superávits entre 1988 y 1994. Sin embargo, con la consolidación del Plan Real, se volvió a una predominancia de déficits.
Tasso fue elegido otra vez en 1994 y 1998, concentrando los esfuerzos gubernamentales en grandes obras, como el Puerto de Pecém, el Aeropuerto Internacional Pinto Martins, el Embalse Castanhão, el Centro Cultural Dragão do Mar y el Cana da Integração. El tercer “Gobierno de los Cambios” (1994-1997), se caracterizó por la privatización de algunas empresas estatales y la extinción de órganos públicos, reformando la Previsión estatal y dando mayor racionalidad a los gastos públicos. Lúcio Alcântara, elegido como el apoyo de Tasso, continuó, por lo general, el modelo político anterior, pero no logró ser reelegido en 2006, cuando rompió con el PSDB, cambiándose posteriormente al Partido de la República. Cid Gomes, del Partido Socialista Brasileño, exalcalde de Sobral y aliado histórico de Tasso, venció la disputa con el apoyo del PT. Este ya había vencido en Fortaleza con Luizianne Lins, elegida en 2004 sin apoyo real del partido, ya que el partido había apoyado al candidato Inácio Arruda del PCB debido a las alianzas partidarias nacionales.  En 2008, Luizianne Lins volvió a ganar las elecciones. 
El Estado se benefició también de una batalla fiscal, la cual, unida a la mano de obra barata, atrajo a varias industrias que se concentraron en algunas ciudades. El crecimiento medio del PIB, de 4,6%, fue superior a la media nacional y del nordeste en los años 1990, continuando la tendencia iniciada en la década de los 1970. Las acciones del gobierno, aliado a los esfuerzos del empresariado local, y a los incentivos de instituciones de gran importancia en la historia económica reciente de Ceará, como el Banco do Nordeste y la Sudene, fueron determinantes en tal rendimiento. 
El forró electrónico se popularizó en la década de 1990, y Ceará empezó a levantarse, siguiendo la tendencia del litoral nordeste como gran polo del turismo. A lo largo de esa década, con acciones como el Programa de Saúde e da Familia, el Estado realizó grandes avances en la reducción de la mortandad infantil. La migración en dirección a Fortaleza continuó con la misma intensidad. La seguridad pública se convirtió en un problema entre 1990 y 2003, con la tasa de homicidios aumentando del 8,86 al 20,15 por cada 100000 habitantes.
Pese a varios avances en sanidad y educación básicas, y al crecimiento económico estable, la llamada Era Tasso no alteró la estructura socioeconómica problemática de Ceará, especialmente la concentración de ingresos, que empeoró entre 1991 y 2000, la mala distribución de fondos, y la enorme disparidad regional, sobre todo entre la capital y las zonas rurales. En 1999, según el Banco Mundial, la mitad de los cearenses vivían por debajo de la línea de la pobreza. Al principio del siglo XXI, se consolidó la tendencia de caída de la emigración tradicional de los cearenses, cambio que se atribuye a la mejora de las condiciones de vida y a la mayor estabilidad proporcionada por los programas sociales, que permiten que la gente más pobre permanezca en su tierra, y que una parte de los emigrantes vuelvan a Ceará.

## Demografía
| Censo | Pob.      | %±    |
| ----- | --------- | ----- |
| 1872  | 721 686   |       |
| 1890  | 805 687   | 11,6% |
| 1900  | 849 127   | 5,4%  |
| 1920  | 1 319 228 | 55,4% |
| 1940  | 2 091 032 | 58,5% |
| 1950  | 2 695 450 | 28,9% |
| 1960  | 3 337 856 | 23,8% |
| 1970  | 4 491 590 | 34,6% |
| 1980  | 5 380 432 | 19,8% |
| 1991  | 6 362 620 | 18,3% |
| 2000  | 7 418 476 | 16,6% |
| 2010  | 8 452 381 | 13,9% |

La población cearense se formó a partir del mestizaje de indígenas catequizados y aculturados, colonizadores europeos, y negros que eran trabajadores libres o esclavos. El poblamiento del territorio fue bastante influenciado por el fenómeno natural de la sequía. 
Según las estimaciones del IBGE (2008), la población cearense es de aproximadamente 8778575 habitantes, lo que confiere al estado una densidad de 58,99 hab./km². Existe una gran concentración en la microrregión de Fortaleza (que incluye a los municipios de la Región Metropolitana de Fortaleza), con 3 255 701 habitantes; en la de Cariri, con 519 055 habitantes; y en la de Sobral, con 418 703 habitantes. En total, estas microrregiones abarcan un área de 7875,767 km² (5,3% de Ceará), y 3 873 146 habitantes (46% del total de Ceará), lo que les confiere una densidad de población de 491,78 hab./km².
Las ciudades con mayor densidad de población del estado son: Fortaleza (8001,4 hab./km²), Maracanaú (1908,2), Juazeiro do Norte (1005,1) y Pacatuba (542,5). La concentración de la población en la Región Metropolitana de Fortaleza se siguió prolongando entre 1998 y 2008, creciendo a un ritmo más acelerado que la media estatal (1,75% contra 1,25%, respectivamente).
La transición demográfica ha ocurrido rápidamente en el estado: la tasa de natalidad, que en los años 1970 era bastante alta, cayó a 17,96‰ en 2008, y la tasa de mortalidad fue, en ese año, 6,41‰. La tasa de fecundidad fue 2,15 hijos por mujer en 2009, cifra ligeramente superior a la tasa de sustitución de la población, lo que representa un aumento sobre la tasa de 2008, haciendo que Ceará presente una tasa superior a la media nordestina. La tasa de crecimiento poblacional cayó de una media de 2,6% en la década de 1950, a 1,73% durante los años 1990. Con la transición demográfica en curso, la proporción de ancianos en la población aumentó de 2,4% en 1950 a 6,72% en 2004. En 2009, 10,5% de los cearenses tenían 60 años o más. En cambio, los jóvenes de 0-14 años pasaron de ser el 47,7% de la población, en 1950, a 28,9% en 2006.
La tasa de urbanización, que en 1940 era de 22,7%, fue estimada en 2006 en 76,4%, habiéndose acelerado mucho en las últimas décadas (solo en 1980, la población urbana se convirtió en mayoritaria, con 53,1%).
La religión es muy importante para la mayor parte de la población cearense. Ceará es el tercer estado más católico del país, en términos proporcionales, con el 86,7% de la población siguiendo el catolicismo. El 9,01% se declara protestante, mientras que solo un 2,82% dicen no tener religión. Por último, 1,34% de la población cearense sigue una de las otras religiones.

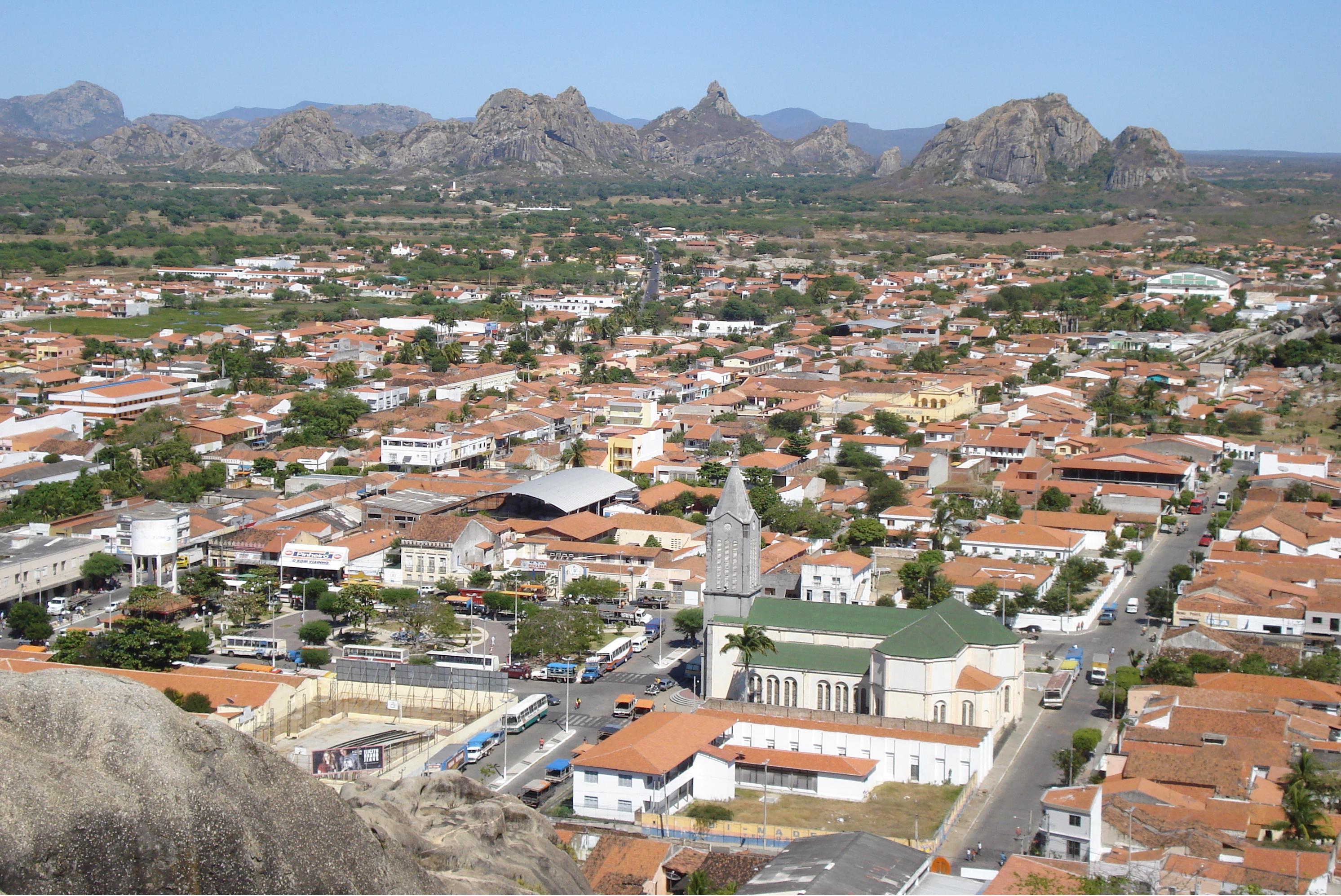
Quixadá es una de las principales ciudades del interior semiárido de Ceará.

La esperanza de vida en Ceará era de 71,0 años en 2009, con una de las mayores diferencias del país entre los varones (66,8 años, 0,1 año menos que la media nordestina) y las mujeres (75,4 años, 1,3 año más que la media nordestina). La cifra actual representa una mejora de 5,3% con relación a la de 1999, que era de 67,4 años. El estado siguió, e incluso superó, al aumento general de la esperanza de vida de Brasil, que fue de 4,4%, o un cambio de 70 a 73,1 años, en el mismo período. Aun así, continúa siendo inferior a la esperanza de vida más alta de Brasil, la del Distrito Federal, de 75,8 años.
Ceará fue el estado en el hubo el mayor descenso en la mortalidad infantil en el período de 1980 a 2006, de 111,5 por mil a 30,8 por mil. Hubo, por lo tanto, una reducción de 72,4%. No obstante, en 2008 Ceará aún estaba por encima de la tasa de mortalidad nacional de 24,9 por mil. Por otro lado, de los estados nordestinos, solo Piauí tiene una tasa más baja que Ceará, de 29,3 por mil. Su desarrollo humano, sin embargo, aún es muy incipiente, aunque ha ido avanzando gradualmente: el IDH de 0,604 en 1991 alcanzó la cifra de 0,723 en 2005.El componente del IDH que más creció fue el de la educación, que subió de 0,604 a 0,808 en el mismo período, sobre todo debido al gran aumento de la matriculación de los jóvenes.
En 2008, Ceará alcanzó índices sociales más altos que la media del Nordeste en diversos aspectos, como la esperanza de vida, la escolaridad media y el analfabetismo funcional. También presentó una tendencia a la disminución de su disparidad con relación a la media de Brasil, superando ya al índice nacional de paro, al coeficiente de Gini, y a la razón entre los 10% más ricos y los 50% más pobres de la población, denotando una desigualdad de renta que pasó de ser mayor que la brasileña, a ser ligeramente menor a partir de 2006. Según el Índice Firjan de Desarrollo Municipal (IFDM) de 2011, Ceará se convirtió, en 2009, en el estado con el desarrollo más alto de la Región Nordeste, y el 12.º de Brasil, con un índice de 0,7129.

### Etnias

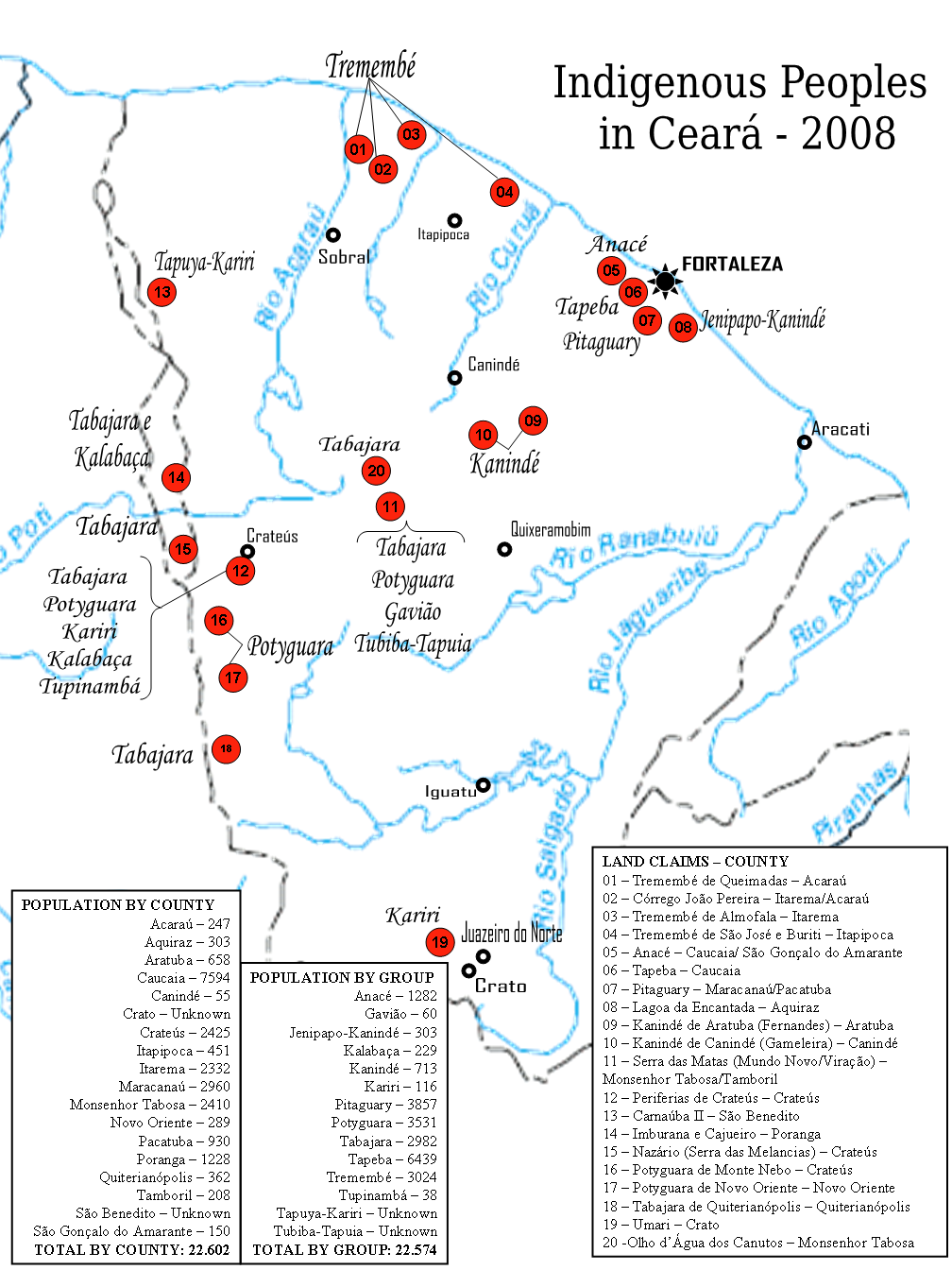
Mapa indicando la presencia indígena contemporánea en Ceará

En 2008, la distribución de la población cearense por color de piel era la siguiente: el 33,05% se autoconsideraba blanca, un aumento sobre la cifra de 1998, que era de 30,02%; 3,03% se decía negra, muy por encima del 1,22% de 1998; y hubo una disminución de la proporción de mestizos, de 68,69% en 1998 a 63,39% en 2008. En conjunto, Ceará tiene más gente de raza blanca y menos de raza negra que la media nordestina.
Debido a las características económicas que siempre han predominado en Ceará (la agricultura y la producción de algodón), y a los aspectos naturales de la tierra (como el régimen periódico de las sequías, que generaba graves situaciones de escasez de alimentos en varias zonas del sertón), la esclavitud africana no prosperó en el estado. De esta manera, la población negra cearense siempre fue relativamente pequeña. No obstante, algunos negros migraron a Ceará después de haber obtenido la libertad. Estudios indican que la mayor parte de los negros cearenses tenían origen en los pueblos bantú y en Benín.
En 1864, había apenas 36 mil cearenses esclavos, número que se redujo a 108 mil en 1887 (nótese que en 1872, la población total era de 721 686 habitantes).). En 1813, los esclavos representaban 11,5% de los cearenses, de los cuales, 63% eran negros. En comparación con los estados esclavistas cercanos, la esclavitud tenía poca importancia en la sociedad de Ceará: en 1864, Pernambuco tenía 260 mil esclavos, y Bahía contaba con 300 mil esclavos. Ya en 1887, aún había, en estos estados, 41 122 y 76 838 esclavos, respectivamente.
La constitución étnica del pueblo cearense se remonta a hace muchos siglos. El censo de 1813 muestra una configuración que ya tendía a la actual, con predominancia de mestizos: 28% de blancos, 6% de indígenas, 16% de negros y 50% de mestizos. Así, predominan los mestizos, descendientes, en su mayor parte, de blancos e indios, mulatos y caboclos que vivían como vaqueros, habitantes de haciendas, y pescadores, entre otros. Los blancos, en su gran mayoría, descendieron de los portugueses, con una pequeña contribución de los neerlandeses, españoles, sirio-libaneses (con una estimación de 5000 descendentes en el estado), y otros, pero gran parte de los blancos también poseen una ancestralidad multiétnica, como en todo Brasil. 
Según los datos publicados en el estudio Frequência de Antígenos HLA em uma Amostra da População Cearense, realizado por el profesor Henry Campos, titular de la disciplina de Medicina Clínica de la Facultad de Medicina de la Universidad Federal de Ceará, «hay un predominio nítido de un antígeno en el grupo de cearenses, que no es el mismo presente en las poblaciones de negros y portugueses».  Comparando este estudio con otros semejantes realizados en Pernambuco y Bahía, se confirma que la predominancia indígena en Ceará es relevante. 
Actualmente, se reconocen oficialmente quince etnias indígenas nativas en Ceará. La población estimada de estas etnias es de 22 500 indios, según datos del Distrito Sanitário Especial Indígena do Ceará (FUNASA). En Ceará, mucha gente desconoce la existencia de los indios, ya que las políticas oficiales, durante mucho tiempo, obligaron a los indígenas a esconder su identidad. Un decreto de la Asamblea Provincial de Ceará, con fecha de 1863, declaró que no había indios en la provincia. En consecuencia, los indígenas fueron perseguidos y sus tierras, invadidas. Solo fue en la década de 1980 que los indios cearenses empezaron a reivindicar sus derechos de posesión de tierras, y el reconocimiento de sus etnias.

## Política

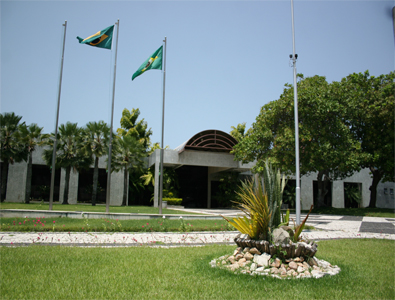
Palacio Iracema, la antigua sede del governo estatal

El poder ejecutivo de Ceará es ejercido por el gobernador y todas las secretarías del estado, órganos vinculados, y administración indirecta. El gobernador actual es Camilo Santana, elegido en 2014 por un período de cuatro años. Algunos ejemplos de los órganos que integran esa administración son: la Secretaría de Ciencia y Tecnología del Estado de Ceará y el Departamento de Edificaciones y Carreteras de Ceará. La administración indirecta es ejercida por autoridades, empresas públicas y fundaciones como la Escuela de Salud Pública de Ceará, la Compañía de Agua y Alcantarillado de Ceará, y la Fundación Cearense de Apoyo al Desarrollo Científico y Tecnológico.
La Asamblea Legislativa del Estado de Ceará, compuesta por 46 diputados, ejerce el poder legislativo. El legislativo estatal fiscaliza las cuentas públicas del ejecutivo, y también aprueba y regula todas las leyes con jurisdicción en el territorio de Ceará. La TV Assembleia es el órgano de comunicación de la asamblea de Ceará que transmite e informa sobre las acciones de esta institución. Para la función fiscal de las actividades del poder ejecutivo, la Asamblea de Ceará es auxiliada por dos Tribunales de contabilidad presupuestaria: el Tribunal de Cuentas del Estado de Ceará, fiscal del gobierno estatal, y el Tribunal de Cuentas de los Municipios del Estado de Ceará, fiscal de los ayuntamientos, que también ayuda a las cámaras municipales en esa tarea.  Aún con la actividad de los dos tribunales y del poder legislativo, la corrupción es una preocupación marcada en la sociedad y los medios de comunicación, que se quejan constantemente de actividades sospechosas en época de elecciones.
El poder judicial cearense tiene como instancia máxima al Tribunal de Justicia del Estado de Ceará, compuesto por 27 desembargadores. El Fórum Clóvis Beviláqua, de la comarca de Fortaleza, es el mayor foro legal subordinado al Tribunal cearense. Actualmente, 139 municipios son sedes de la comarca, de las cuales hay 45 vinculadas, 49 de primera instancia, 40 de segunda instancia, 49 de tercera instancia, y Fortaleza, que es una comarca especial. El Ministerio Público del Estado de Ceará es la institución que ayuda autónomamente al estado a garantizar la justicia y del derecho. 
El sistema correccional está compuesto por cuatro penitenciarías, dos presidios, dos colonias agrícolas, un centro de prisión en régimen abierto, dos casas de custodia, dos hospitales, y 131 cárceles públicas. En 2008, el sistema albergaba un contingente total de 8101 personas. La mayor unidad del sistema es el Instituto Penal Paulo Sarasate, que alberga a 940 presidiarios.

## Subdivisiones
Ceará surgió como unidad administrativa en 1799 con catorce municipios. El más antiguo es el municipio de Aquiraz, fundado en 1699, y el último de ese período fue el de Guaraciaba do Norte, creado en 1791. Con la independencia de Brasil, las provincias se organizaron en 1823, y en ese año el territorio ya estaba dividido en otras cuatro ciudades. Durante toda la época imperial de Brasil, se crearon más de 44 ciudades a partir de las aldeas ya existentes. En poco más de un siglo, el estado pasó de tener 62 a 184 municipios que, después de la constitución de 1988, se convirtieron en elementos constitutivos de la unión en el mismo nivel que los estados. 
El Instituto Brasileño de Geografía y Estadística dividió al territorio cearense en siete mesorregiones, y éstas en 33 microrregiones, constituyéndose básicamente en divisiones estadísticas. El Gobierno de Ceará dividió al estado en ocho macrorregiones de desarrollo, y veinte regiones administrativas.
Aún existen dos regiones metropolitanas en el estado: la de Cariri (RMC) y la de Fortaleza (RMF). La primera fue creada por la Lei Complementar Estadual n.º 78, sancionada por el gobernador Cid Gomes el 29 de junio de 2009, y está formada por nueve municipios del sur de Ceará: Barbalha, Caririaçu, Crato, Farias Brito, Jardim, Juazeiro do Norte, Missão Velha y Santana do Cariri. La Región Metropolitana de Fortaleza, donde se localiza la capital, fue creada por la Lei Complementar Federal n.º 14 el 8 de junio de 1973, que instituía, también, otras regiones metropolitanas en el país: al principio, la región metropolitana estaba formada por apenas cinco municipios: Fortaleza, Caucaia, Maranguape, Pacatuba y Aquiraz. Posteriormente, se añadieron los municipios de Maracanaú (1983), Eusébio (1987), Itaitinga y Guaiuba (1992); Chorozinho, Pacajus, Horizonte y São Gonçalo do Amarante (1992), y Pindoretama y Cascavel (2009).
1. Centro-Sul Cearense
2. Jaguaribe
3. Metropolitana de Fortaleza
4. Noroeste Cearense
5. Norte Cearense
6. Sertões Cearenses
7. Sul Cearense

1. Baixo Curu
2. Baixo Jaguaribe
3. Barro
4. Baturité
5. Brejo Santo
6. Canindé
7. Cariri
8. Caririaçu
9. Cascavel
10. Chapada do Araripe
11. Chorozinho
12. Coreaú
13. Fortaleza
14. Ibiapaba
15. Iguatu
16. Ipu
17. Itapipoca
18. Lavras da Mangabeira
19. Litoral de Aracati
20. Litoral de Camocim e Acaraú
21. Medio Curu
22. Medio Jaguaribe
23. Meruoca
24. Pacajus
25. Santa Quitéria
26. Serra do Pereiro
27. Sertão de Crateús
28. Sertão de Inhamuns
29. Sertão de Quixeramobim
30. Sertão de Senador Pompeu
31. Sobral
32. Uruburetama
33. Várzea Alegre

1. Cariri
2. Fortaleza
3. Sobral

### Disputa territorial

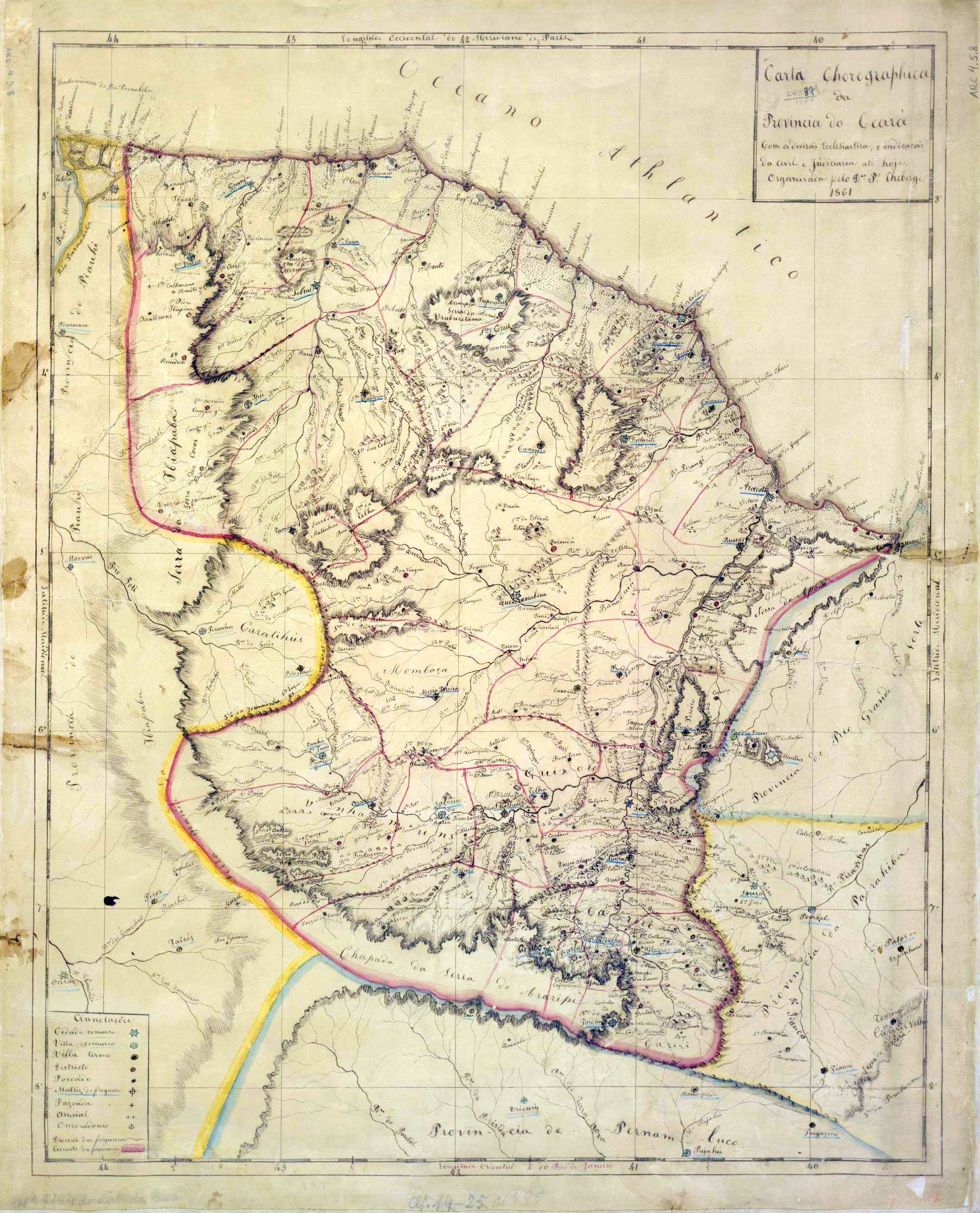
Ceará de 1861 sin Crateús e Independência

En el gobierno colonial del Gobernador Sampaio, el ingeniero Silva Paulet presentó un mapa de la provincia, en 1818, que mostraba el límite oeste del litoral llegando hasta la desembocadura del río Igaraçu. De esta manera, la localidad de Amarração, actual ciudad de Luís Correia, formaría parte de Ceará. Durante el siglo XIX, la localidad contó con la asistencia de la ciudad cearense de Granja, hasta que en 1874, los parlamentares estatales decidieron elevar a la localidad a la categoría de villa. Esta actitud llamó la atención de los políticos de Piauí, que reivindicaron su territorio. La solución fue proporcionada por el Decreto General n.º 3012, del 22 de noviembre de 1880, que decidió que habría un intercambio en el cual Piauí restablecería la totalidad de su litoral, y Ceará incorporaría a los municipios de Crateús y Independência.
Desde esa época, entre Ceará y Piauí existen varios puntos donde los límites de cada estado están indefinidos. La zona total en disputa es de aproximadamente 2500 hectáreas. Tras la Constitución de Brasil de 1988, se propuso que en 1991 se resolvieran las cuestiones de los límites entre los estados. Sin embargo, solo en 2008 se llegó a presentar un acuerdo entre ellos, con Piauí quedándose con 1500 hectáreas, y Ceará con 1000. Este acuerdo aún está por ser confirmado por el gobierno federal.

## Economía

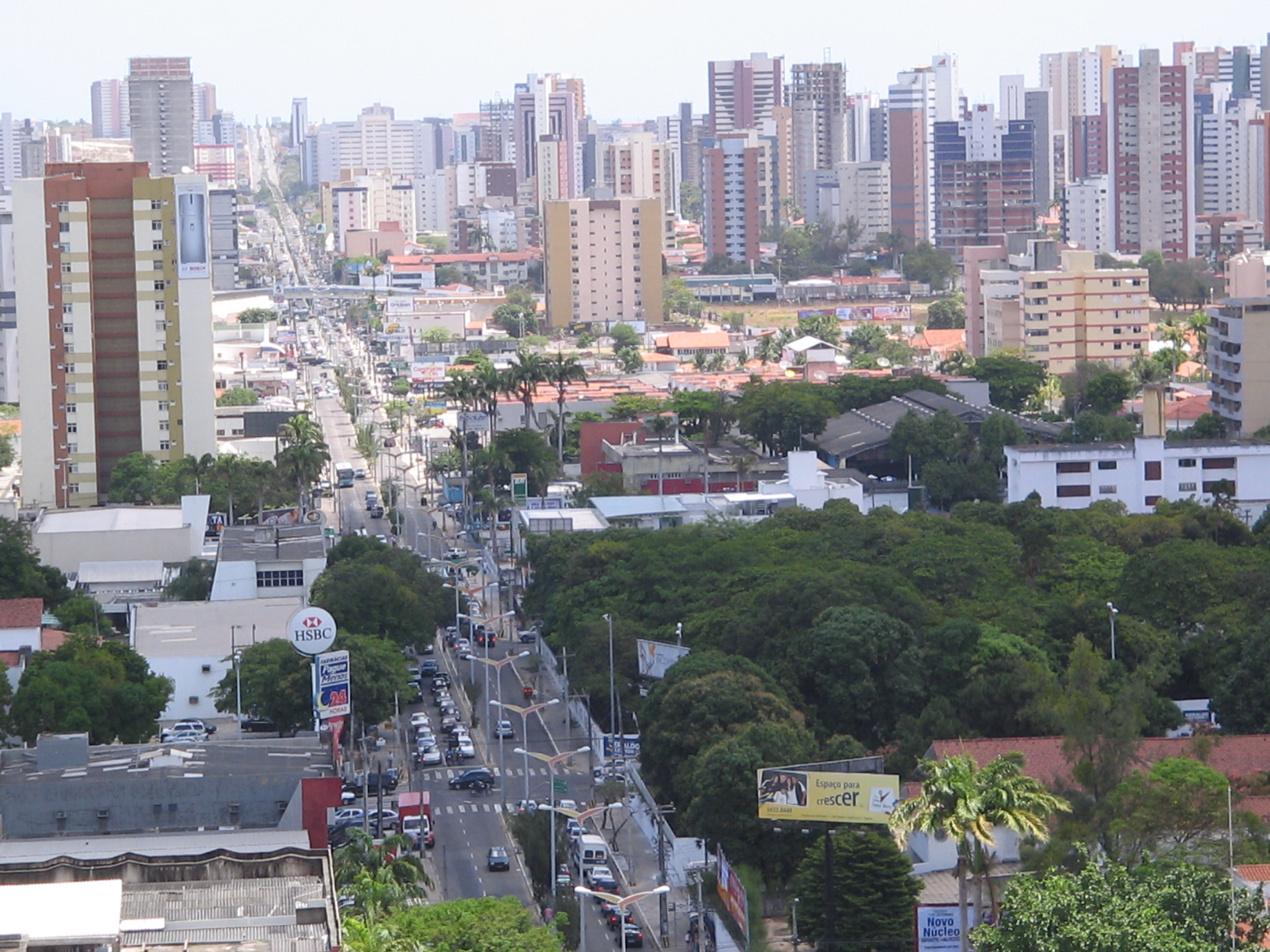
Casi la mitad de la economía de Ceará se concentra en Fortaleza, la capital del estado.

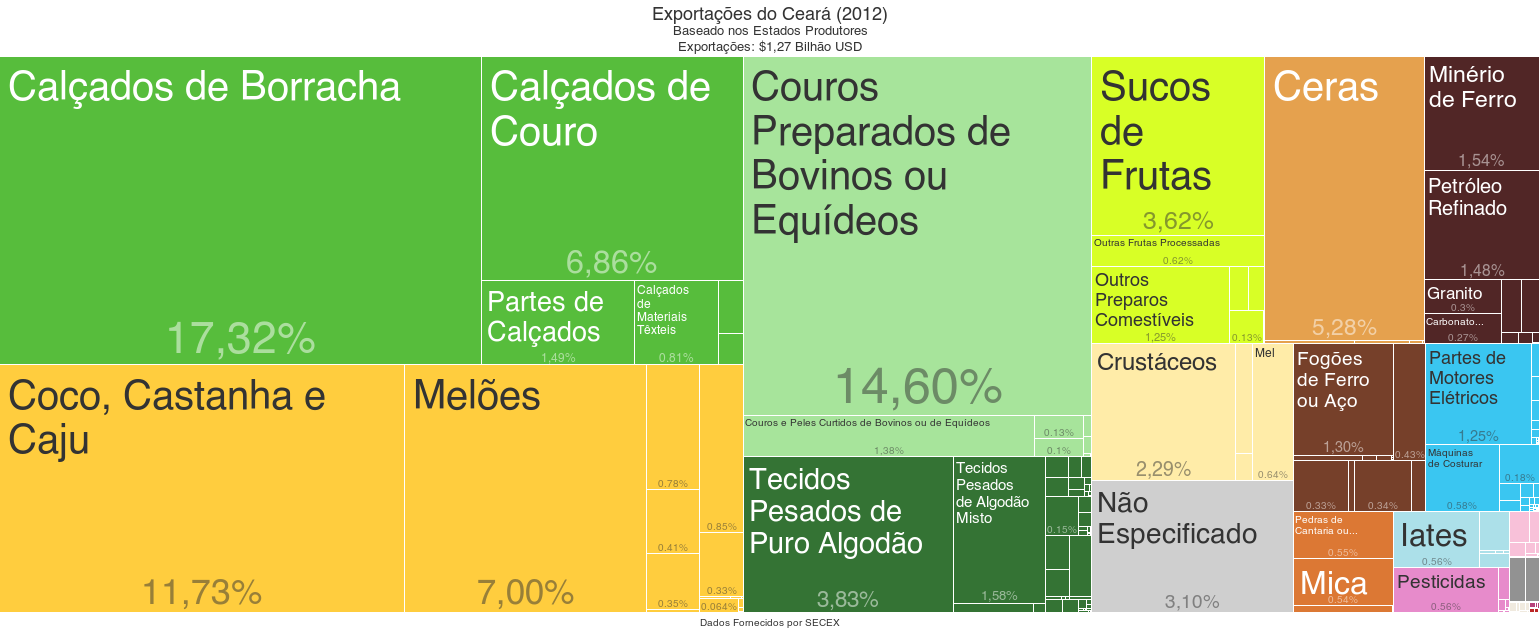
Exportación en Ceará - (2012)

En 2008, el PIB cearense, en precios de mercado, fue de R$ 60 098 877 000, de los cuales un 47,17% están concentrados en la capital, Fortaleza, según un estudio del IPECE. Sin embargo, se observa un ligero proceso de desconcentración de riqueza en el estado, ya que en 2004 la capital representaba el 47,80% del PIB estatal. Por otro lado, las ciudades más ricas, en general, las ciudades más ricas siguen aumentando su porción del PIB total. Algunas de estas ciudades son: Maracanaú (5,19%), Juazeiro do Norte (3,31%), Caucaia (3,25%), Sobral (2,83%), Eusébio (1,56%), Horizonte (1,39%), Maranguape (1,07%), Crato (1,07%) y São Gonçalo do Amarante (1,02%).
Los cinco municipios con el PIB per cápita más altos en Ceará son: Eusébio (R$ 23 205), Horizonte (R$ 15 947), Maracanaú (R$ 15.620), São Gonçalo do Amarante (R$ 14 440) y Fortaleza (R$ 11 461), todos muy por encima de la media estatal, que es de R$ 7112. Los diez municipios con el mayor PIB acumulaban el 67,86% del PIB total.
A partir de la década de 1960 sucedieron unos procesos de industrialización y urbanización progresivos,  que ganaron impulso a partir de la década de 1980, en parte debido a la política de concesión de beneficios fiscales a las empresas que se instalasen en el estado. Actualmente, aunque sigue siendo una economía sub-industrializada con relación a otros estados de Brasil, la economía cearense ya no está basada principalmente en las actividades agropecuarias. De hecho, predominan el sector terciario de comercio y servicios, así como el turismo. Sin embargo, la agricultura, y especialmente la ganadería, continúan su relevancia en la economía del estado, y la importancia de cultivos no tradicionales va en aumento. Algunos ejemplos de estos cultivos son la producción de frutas y legumbres en el valle del Río Jaguaribe, y la de flores en la Sierra de Ibiapaba y en Cariri.
Desde 2004, la economía de Ceará pasa por un período de crecimiento moderado, de entre 3,5% y 5% al año. En 2007 el crecimiento fue de 4,4%, inferior a la media brasileña; y en 2008 de 6,5%, bastante superior a la media, principalmente debido a la gran recuperación del sector agropecuario (24,59%), además del sostenimiento de los altos niveles de crecimiento de la industria (5,51%) y del sector terciario (5,21%). En 2009, a pesar de la crisis económica internacional y de pérdidas en el sector primario, el PIB cearense creció 3,1%, superior al cambio en el PIB brasileño, que fue de -0,2%, principalmente debido al buen rendimiento del sector de servicios. Así, el PIB cearense alcanzó por primera vez más del 2% de la producción nacional.  Una estimación hecha por el IPECE revela que el PIB de Ceará tuvo un crecimiento nominal récord, cuando creció a 10 mil millones de 2009 a 2010. En 2010 también se produjo una participación récord de la economía cearense en la economía nacional. Tal participación, que era de 1,89% en 2007, aumentó a 2,04% en 2010.
En 2011, la economía cearense continuó con un crecimiento superior a la media nacional. El PIV cearense llegó a 84 mil millones, un aumento de 10 mil millones comparando con el año anterior, según datos preliminares del IPECE.

### Sector primario

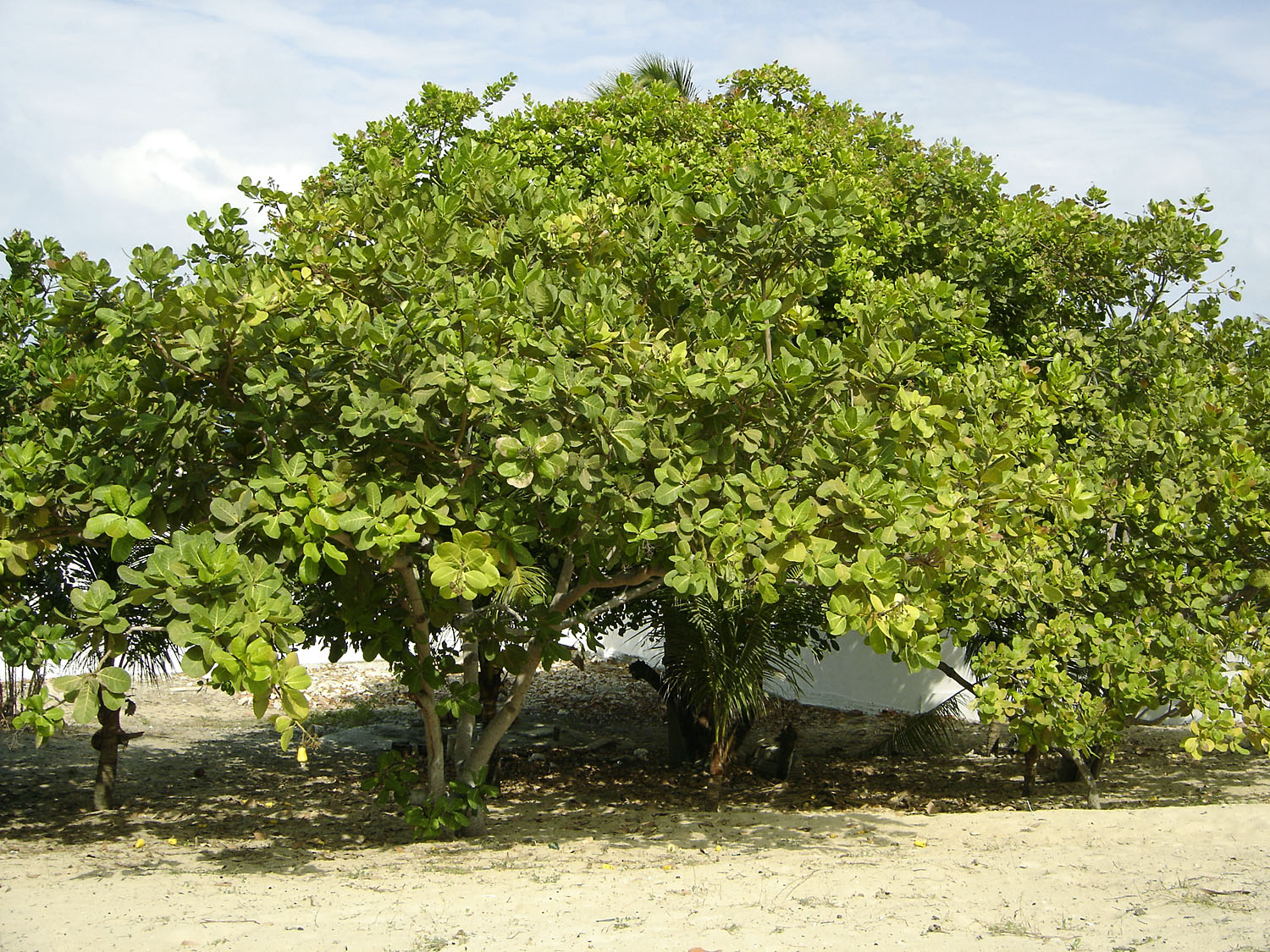
Árbol del anacardo, de donde se retira uno de los principales productos agrícolas de Ceará.

En agricultura, los productos más importantes son: Frijol, maíz, arroz, algodón, anacardo, caña de azúcar, mandioca, ricino, tomate, banana, naranja, coco, y más recientemente la uva son los productos principales. Recientemente ha habido una inclinación hacia la agricultura irrigada dirigida principalmente a la exportación, en zonas cercanas a la Chapada del Apodi, dedicándose especialmente al cultivo de frutas como el melón y la piña. El cultivo de flores también ha ganado importancia en tiempos recientes, especialmente en la Sierra de Ibiapaba. 
En ganadería, se mantiene principalmente el ganado bovino, cerdos, cabrass, caballos, aves, asnos y ovejas.
Los principales recursos minerales extraídos en suelo cearense son: hierro, agua mineral, calcáreo, arcilla, magnesio, granito, petróleo, gas natural, sal marina, grafito, yeso y uranio bruto. El municipio de Santa Quitéria posee la mayor reserva de uranio de Brasil.

### Sector secundario
Los principales sectores de la industria cearense son la fabricación de ropa, la industria alimenticia, metalúrgica, textil, química y de calzados. La mayoría de las industrias están instaladas en la Región Metropolitana de Fortaleza, especialmente en Fortaleza, Caucaia y Maracanaú, donde se encuentra el Distrito Industrial de Maracanaú, un importante complejo industrial que estimula a la economía del estado. La Zona de especial protección para las aves de Ceará será instalada en Caucaia y São Gonçalo do Amarante, en el Complejo Industrial y Portuario de Pecem, donde también se instalarán una siderurgia y una refinería de petróleo. 
La Federación de Industrias del Estado de Ceará (FIEC) es la entidad sindical de los dueños de empresas. La entidad congrega a la mayoría de dueños y dirigentes industriales. Algunas de las grandes empresas de Ceará con alcance nacional vinculadas a la FIEC son:  Aço Cearense, Companhia de Alimentos do Nordeste, Grendene, Café Santa Clara, Grande Moinho Cearense, Grupo Edson Queiroz, Indústria Naval do Ceará, J. Macêdo, M. Dias Branco, Troller y Ypióca.

### Sector terciario
El comercio tiene gran importancia en la economía de Ceará, representando más del 70% del PIB del estado. La principal institución comercial en el estado es la Federación de Comercio del Estado de Ceará (Fecomercio). Algunas cadenas comerciales afiliadas al Fecomercio con destaque nacional son Rede de Farmácias Pague Menos, Cone Pizza, Otoch y Esplanada.
En 2009 comenzó la construcción del segundo centro de suministros del estado (Ceasa), en la región de Cariri, el cual complementará la distribución de alimentos, junto con el Ceasa de la Región Metropolitana de Fortaleza. Además de la actividad comercial de Ceasa, todas las ciudades mantienen mercados municipales.
En Fortaleza existen varios centros comerciales: Iguatemi Fortaleza, North Shopping, Shopping Benfica, Shopping Center Um, Shopping Del Paseo y Shopping Via Sul. Apenas tres centros comerciales se encuentran fuera de la capital: Maracanau Shopping Center, en Maracanaú; North Shopping Sobral, en Sobral; y Cariri Shopping, en Juazeiro do Norte.

#### Turismo
Actualmente Ceará recibe turistas de varios países, ofreciendo, de entre otras, las siguientes opciones:

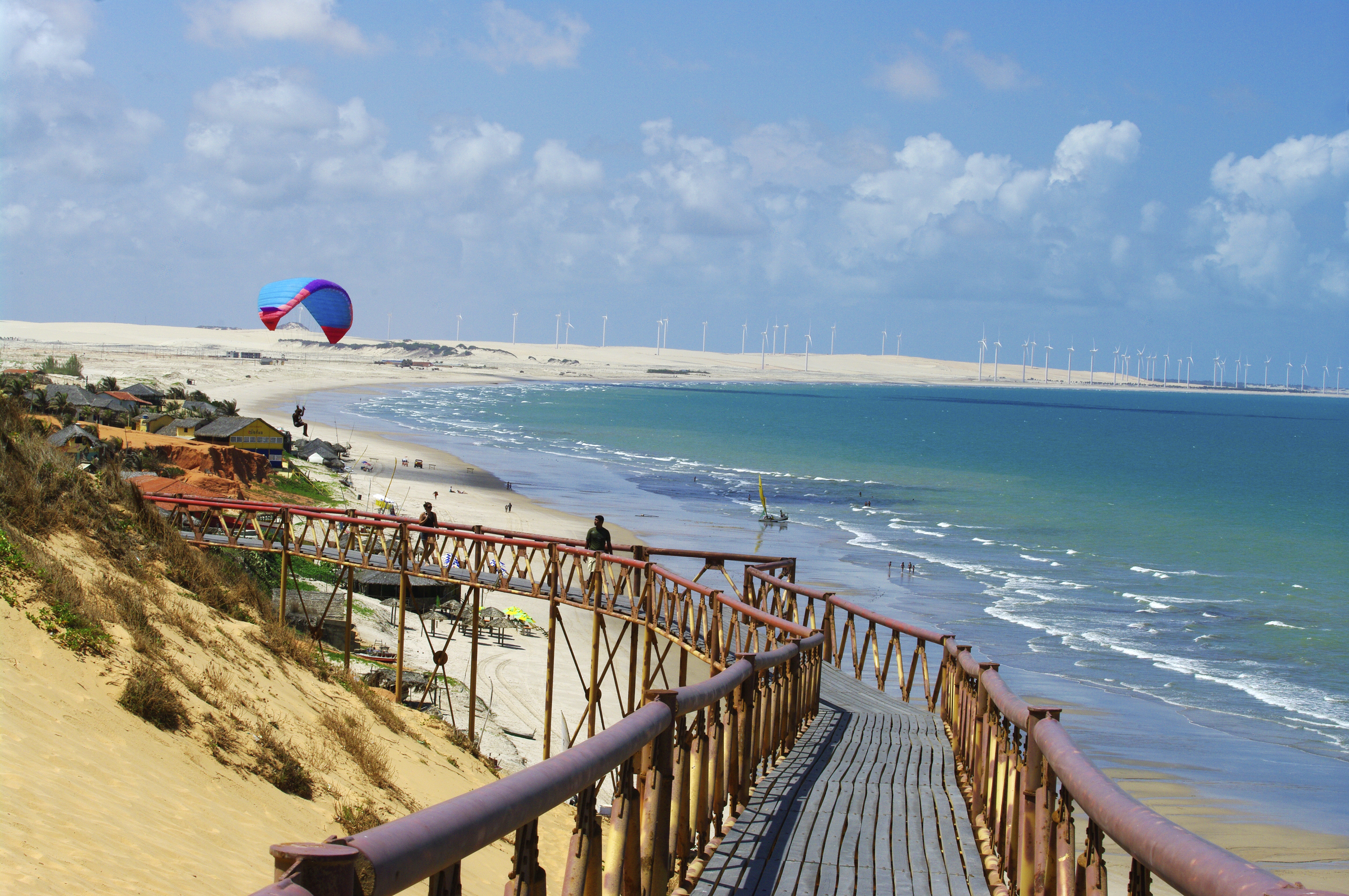
Playa de Canoa Quebrada, una de las más conocidas del estado.

- Playas: se destacan las playas de capital, Fortaleza (en especial la Praia do Futuro), y también Jericoacoara, Canoa Quebrada, Aracatí, y otras localidades costeras.

- Turismo cultural: El estado posee una rica artesanía en tejido, madera, cerámica, bordados, paja, bambú, tricot y encajes. Las piedras semipreciosas también son exploradas, transformadas en joyas, sobre todo en Juazeiro do Norte, Quixadá y Quixeramobim. En Fortaleza, se destaca la Casa de José de Alencar, los museos (destacándose el Museo de la Imagen y Sonido del Ceará, el Museo del Ceará, el Memorial de la Cultura Cearense), el Centro Dragón de Mar de Arte y Cultura, de entre otros.

Diversas ciudades tienen construcciones que forman parte del Patrimonio Histórico y Arquitectónico Brasileño. La ciudad de Aquiraz es de más antigua del Estado, y fue primera capital de la provincia.
- Turismo religioso: con incontables manifestaciones de fe, las ciudades más destacadas son Juazeiro do Norte, Canindé y Quixadá.

- Turismo de aventura: puede acontecer en las regiones montañosas, en el sertão o en la playa, son ellos: campeonatos de vuelo libre, rápel, escalada, senderismo, ralíes, windsurf, kitesurf, vela, surf, y aún el sandboard.

- Ecoturismo: La diversidad de ecosistemas hace con que el ecoturismo sea practicado en todo el Estado, destacándose el Macizo de Baturité, que cuenta con cascadas, muy verde y senderos para observación de pájaros, plantas y otras bellezas naturales. El parque nacional de Ubajara, en la Región de Ibiapaba, el Sertão Céntrico, con el Valle Monumental, la región del Cariri, con senderos en la Floresta Nacional de Araripe-Apodi, son los principales.

## Infraestructura

### Ciencia y tecnología

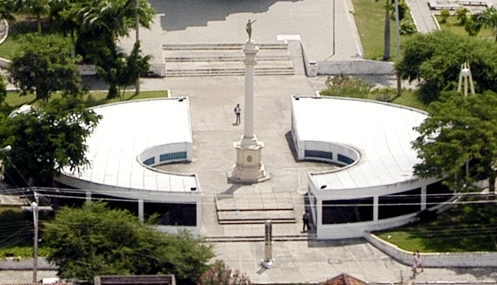
Imagen aérea de Sobral con vista a la Iglesia del Patrocínio y el Museu do Eclipse, un importante museo científico de Ceará.

Ceará mantiene la Fundación Cearense de Apoyo al Desarrollo Científico y Tecnológico como principal institución de fomento científico y tecnológico del estado. Aún forman parte del sistema de ciencia y tecnología de Ceará la Fundación Cearense de Meteorología, la Fundación Núcleo de Tecnología Industrial de Ceará, y las universidades estatales. El gobierno federal tiene dos unidades de la EMBRAPA en el estado: Embrapa Agroindústria Tropical, en Fortaleza, y Embrapa Caprinos en Sobral. Algunas instituciones privadas importantes son el Instituto Atlántico y el Instituto de Tecnología de la Información y Comunicación. 
El principal espacio de desarrollo científico del estado es el Campus do Pici, en Fortaleza, que abriga gran parte de los laboratorios de la Universidad Federal de Ceará y otras instituciones como el Centro Nacional de Procesamiento de Alto Desempeño en el Nordeste, la sede de la red GigaFOR y varios cursos de posgrado. En total, se ofertan en el estado 108 cursos de posgrado, 69 de los cuales son de maestría y 29 de doctorado.
Ceará se destaca en la historia y la investigación astronómica de Brasil. El Radio-Observatorio Espacial de Nordeste del INPE, instalado en Eusébio, es el mayor radiotelescopio de Brasil. La Sociedad Brasileña de Amigos de la Astronomía (SBAA), con sede en Fortaleza, es una de las principales instituciones difusoras de la astronomía en el país.

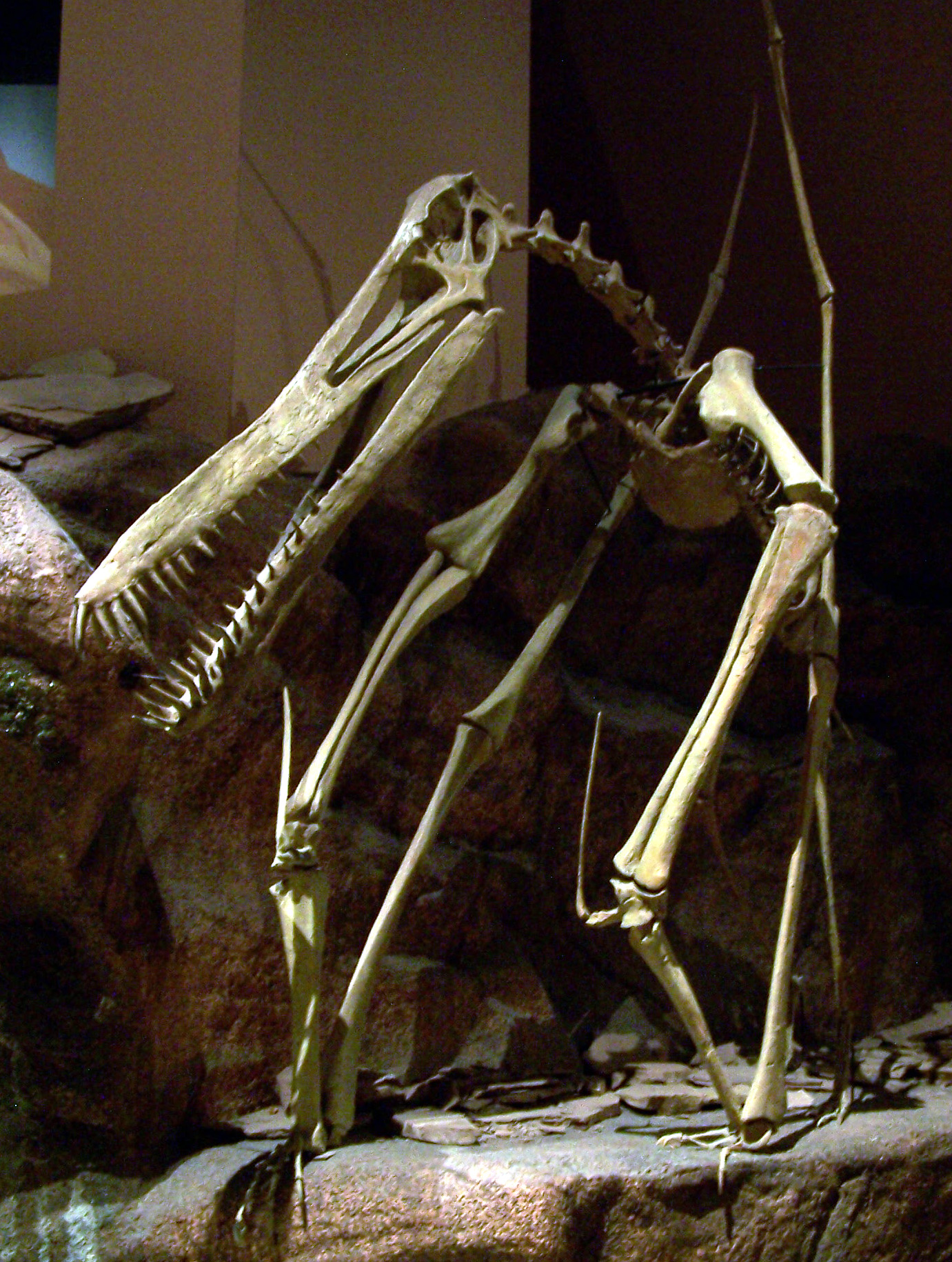
Esqueleto del Anhanguera en el "North American Museum of Ancient Life".

En 2009, Año Internacional de la Astronomía, Ceará se integró en la Red Internacional de Centros para Astrofísica Relativística (Icranet). Esta integración tiene como objetivo orientar a los cursos de grado en física de las universidades UVA y UECE, respectivamente en Sobral y Fortaleza, para estudios en las áreas de astrofísica y astronomía, así como y crear un programa de posgrado específico en la UECE.
El primer registro de fósiles en Brasil se dio con el libro “Viaje por Brasil” (Reise in Brasilein), publicado entre 1823 y 11831, relatando el descubrimiento de un pez Rhacolepis en la actual ciudad de Jardim. La cuenca sedimentar de la Chapada do Araripe cuenta con una formación muy rica en fósiles de la flora y fauna del Cretácico, buena parte de la cual se encuentra en excelente estado de conservación, principalmente en la ciudad de Santana do Cariri. Los fósiles de la zona han sido importantes para comprobar la deriva de los continentes africano y sudamericano.
En esta zona ha sido establecido el Geoparque Araripe, el primero de su género en el Hemisferio Sur, con el objetivo de proteger su gran importancia geológica y paleontológica. El tramo más importante del geoparque es la Formación Santana, la cual se destaca por contener los primeros registros de tejidos blandos (no óseos) de pterosaurios y tiranosaurios del mundo, las primeras fanerógamas fósiles de Sudamérica y varias especies de peces fosilizados. En la ciudad de Santana do Cariri existe el Museo de Paleontología de la Universidad Regional de Cariri, que ayuda en el estudio y difusión científica paleontológica.

### Educación

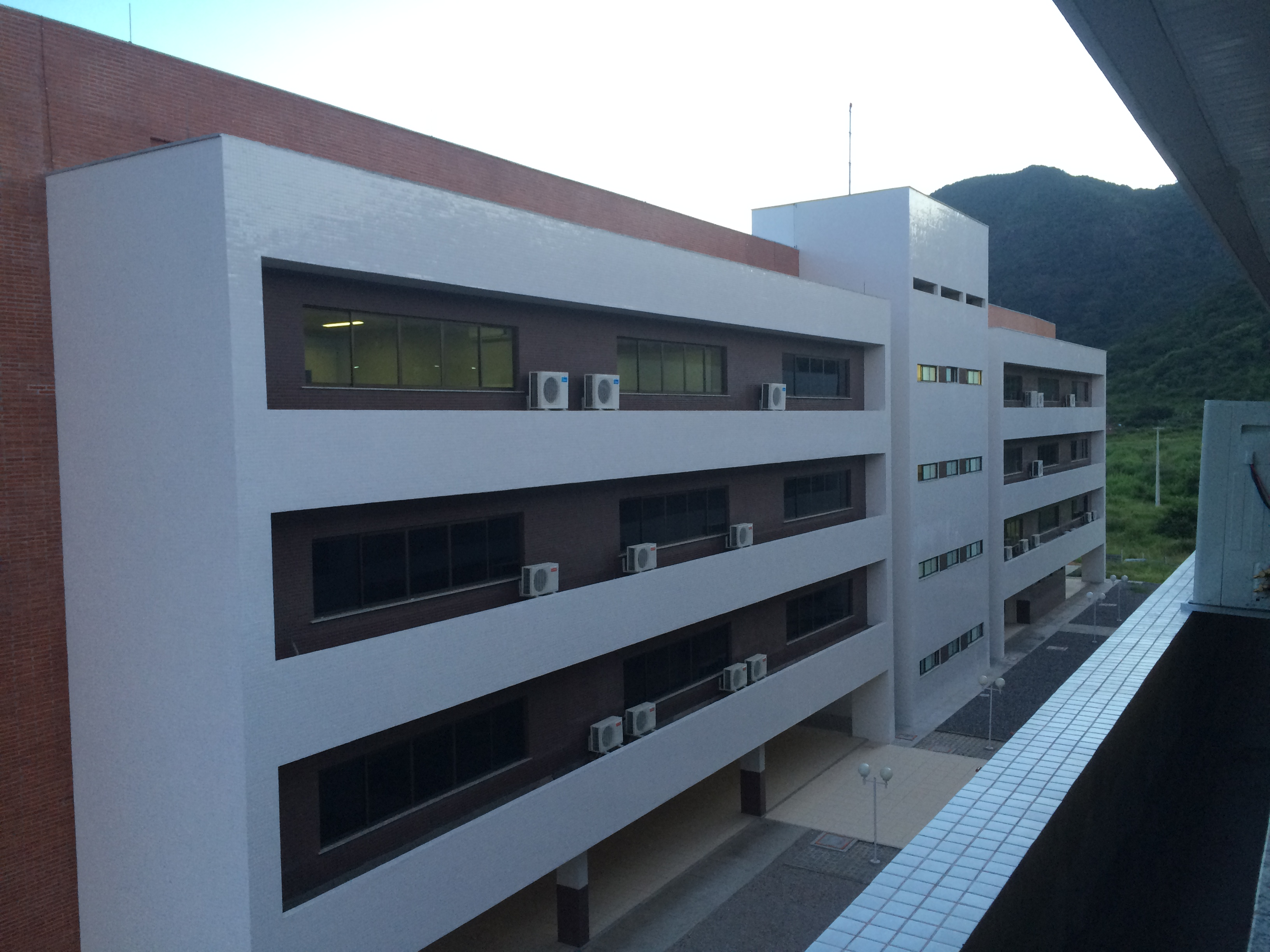
Universidad de Integración Internacional de la Lusofonia Afro-Brasileña edificio de la enseñanza.

La primera institución de enseñanza de Ceará fue el Liceo de Ceará, fundado en 1845 en Fortaleza. Esta ciudad concentra el mayor número de escuelas particulares del estado. El Instituto Federal de Educación, Ciencia y Tecnología de Ceará, que comanda las unidades de enseñanza técnica en varias ciudades del interior del estado, y el Colegio Militar de Fortaleza, son unidades importantes de la educación federal en el estado.

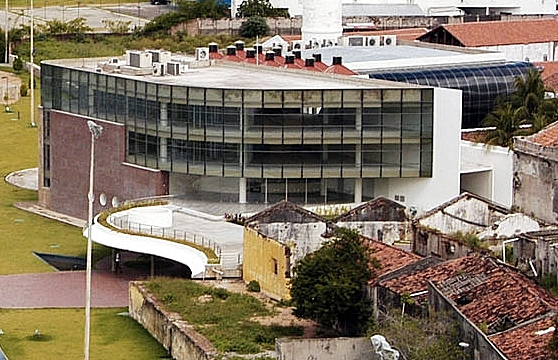
Imagen de la Biblioteca pública de Sobral.

En Ceará, la tasa de analfabetismo de personas de 15 o más años de edad era, en 2007, de 19,2%; la de analfabetos funcionales era de 30,7%, valores superiores a la media nacional. La media de estudios de los cearenses de más de 10 años es de 5,9 años, superior a la media nordestina, pero muy por debajo a la nacional. La gran disparidad entre la capital y el interior es clara, con la Región Metropolitana de Fortaleza obteniendo una media mucho más alta, de 7,2 años.
Datos de 2008 demuestran de las generaciones más antiguas sufrieron con el escaso acceso a la educación, comparado con los jóvenes: la media de años de estudios de adultos de 20-24 años de edad llega a 8,9 años, y cae abruptamente a 2,8 años en los adultos de más de 60 años de edad. En cuanto al Índice de Desarrollo de Educación Básica (IDEB), el estado obtuvo en 2009 las mejores notas de la Región Nordeste en todas las categorías: para alumnos de 4.º y 5.º de educación fundamental, 4,4 (posición número 11 en el ranking nacional), seguida por Pernambuco (4,1); para los de 8.º y 9.º, la nota 3,9 (posición 10 en el ranking nacional), seguida por Piauí (3,8); y para los de 3.º de enseñanza media, 3,6 (posición 8 nacional), seguida por Paraíba (3,4).
| Año        | Portugués          | Redacción          |
| ---------- | ------------------ | ------------------ |
| 2006 Media | 34,74 (12.º) 36,90 | 51,59 (10.º) 52,08 |
| 2007 Media | 46,73 (15.º) 51,52 | 55,10 (14.º) 55,99 |
| 2008 Media | 38,13 (13.º) 41,69 | 59,15 (9.º) 59,35  |

La red de enseñanza del estado en 2007 estaba compuesta por 17234 colegios, de los cuales 7668 eran preescolares, 8773 de enseñanza fundamental, y 793 de enseñanza media. Estos colegios recibieron 2290213 matrículas, 261030 en preescolar, 1624943 en enseñanza fundamental y 15997 en enseñanza media. En total, había 92636 docentes, con 12988 en preescolar, 63651 en fundamental, y 15997 en enseñanza media.
En 2005, Ceará contaba con 47 instituciones de educación superior, con 6797 docentes y 99597 alumnos matriculados. La Universidad Federal de C dará, fundada en 1954, fue la primera del estado. Actualmente existen la Universidad Federal de Ceará, la Universidad Estadual de Ceará, la Universidad Regional de Cariri, la Universidad Estadual Vale do Acaraú, la Universidad de Integración Internacional de la Lusofonia Afro-Brasileña, la Universidad Federal de la Región de Cariri y la Universidad de Fortaleza.

### Energía
El estado estuvo, hasta el fin del siglo XX, totalmente desprovisto de grandes unidades generadoras de energía.  En la década de 2000 se hicieron proyectos pesados en la generación de energía eólica, con posibilidades de que Ceará genere toda su demanda energética en su propio territorio.
En la actualidad, la mayor parte de la demanda energética eléctrica está proporcionada por la Compañía Hidroeléctrica de São Francisco, por medio de generación en las centrales hidroeléctricas de Paulo Afonso, Xingó, Sobradinho, Itaparica y Moxotó. Ceará también recibe energía eléctrica generada en la central hidroeléctrica de Tucuruí, en Pará. 
La Companhia Energética do Ceará es la empresa responsable por la distribución de energía en el estado. El consumo medio del estado gira en torno de 650 gigavatios por mes. En 2007, 99,3% de los domicilios urbanos, y 90,4% de los domicilios rurales estaban servidos por la red de distribución eléctrica, un total de 2688746 clientes.
El estado es el mayor productor de energía eólica del país, además de tener la mejor producción mundial.

### Medios de comunicación
Los periódicos fueron el primer medio de comunicación en masa del estado. El primer periódico cearense fue el Diário Oficial, publicado en 1825. A finales del siglo XIX, había centenas de diarios y publicaciones periódicas en todo el territorio, con mensajes políticos y sociales. En 1881, llegaron a la costa cearense los cables submarinos de The Western Telegraph Company, enlazando a Brasil y Europa a través de la telegrafía. Estos cables se entrelazaron con los que ya existían en Ceará, y de allí al resto del país. 
La primera estación de radio surgió en la década de 1930. Era una entidad de radio aficionado llamada Ceará Rádio Clube. En 1959 se empezó a emitir TV Ceará Tupi, el primer canal de televisión de Ceará. En el 31 de marzo de 1972 llegó al estado la televisión en color, y en 2009 empezó la transmisión de la señal de televisión digital. Actualmente, el sistema de radio y televisión cuenta con 143 emisoras de radio y 13 de televisión. Los diarios principales del estado son O Povo, Diário do Nordeste y O Estado. 
La telefonía en Ceará comenzó en Fortaleza, en 1891, con la fundación de la empresa telefónica do Ceará. En 1938 el servicio pasó a ser automático con la instalación equipos de Ericsson en Brasil. La Compañía Telefónica de Ceará surgió en 1971, y fue privatizada en 1998. Actualmente, existen 2490224 líneas telefónicas en el estado.

### Sanidad
Durante en siglo XIX, solo ochenta cearenses tenían titulación otorgada por las dos facultades de medicina existentes en Brasil. De ellos, solamente treinta volvieron a Ceará. En 1861 se completó el primer hospital del estado, la Santa Casa de Misericórdia de Fortaleza, que se convirtió en el foco de combate de las varias epidemias que asolaron al estado: viruela, fiebre amarilla y cólera en la década anterior. En los primeros años del siglo XX fue untada la primera entidad médica de Ceará, la Associação Médica Cearense, en 1913. En 1925 comenzaron las actividades de la Santa Casa de Misericórdia de Sobral, la cual es aún el mayor hospital del interior cearense. Durante toda la década de 1930, hubo un brote de malaria en el estado. 
Los hospitales públicos principales del estado están concentrados en la capital. Actualmente, el sistema de salud pública cearense está compuesto de dos hospitales municipales y estatales, totalizando 164 unidades hospitalarias con internación, y 2198 sin internación. El Hospital Geral de Fortaleza es el mayor hospital público. El Instituto Doutor José Frota es el mayor hospital de urgencias. Dos hospitales de gran porte serán construidos durante el actual gobierno del estado en las regiones de Cariri y Sobral, para disminuir los problemas de capacidad de sistema cearense actual. El sistema también contiene cientos de puestos de salud, y cientos de equipos del Programa de Saúde da Família, en casi todos los municipios. El Servicio de Atendimiento Móvil de Urgencia está siendo implantado en todas las regiones de Ceará. La asistencia médica privada está bastante desarrollada, con un total de 127 hospitales, incluyendo los hospitales São Mateus, Antônio Prudente, Unimed y Mote Klinikum.
Existe una gran disparidad en el acceso a médicos y a camas de hospitales. Los municipios con más médicos por mil habitantes son Barbalha (3,6 por mil), Guaramiranga (2,6) y Aracoiaba (2,3). Fortaleza es el noveno con más médicos en términos proporcionales con 1,5 por mil. Los que poseen menos son Varjota, Granja y Pires Ferreira, todos con apenas 0,2 médico por mil. Barbalha también se destaca como la ciudad con más camas de hospital por mil habitantes (8,1), seguida por Brejo Santo (6,0), Jati (5,9) y Crato (5,4), mientras que las que presentan menos camas poseen índices muy inferiores: Forquilha (0,1), Pacatuba (0,3) y Beberibe (0,5).

### Seguridad pública
El Gobierno de Ceará, desde el principio de la década de 1990, realiza acciones para la integración de las fuerzas policiales: militar, civil y bombero. La primera acción fue la reformulación del sistema de llamadas 190, que pasó a funcionar integrado con el nombre de Centro Integrado de Operaciones de Seguridad (CIOPS), y que en la capital del estado integra también el sistema municipal de control de tráfico y la Guardia Municipal. El paso más reciente en la integración de las fuerzas policiales del estado fue la creación de la Academia Estadual de Segurança Pública do Ceará (Academia Estatal de Seguridad Pública de Ceará), que entrenará conjuntamente el personal de todas las fuerzas de seguridad.
La Policía Militar de Ceará tiene un contingente de aproximadamente 13 mil policías, divididos en siete batallones, un batallón de choque, un batallón de seguridad patrimonial, un escuadrón de policía montada, una compañía de policía vial, un centro integrado de operaciones aéreas, una compañía de policía del medio ambiente, un pelotón de motos y una unidad de policía de turismo. El efectivo de la Policía Civil es de aproximadamente 2200 policías, distribuidos en 34 distritos policiales, ocho comisarías metropolitanas, 19 comisarías regionales, 23 comisarías municipales y 18 comisarías especializadas. El Cuerpo de Bomberos Militares está compuesto por efectivos de aproximadamente 1400 bomberos, distribuidos en 5 agrupamientos: uno en Fortaleza, con once secciones de comando, y los otros cuatro en el interior, subordinando 13 secciones. 
La criminalidad es un problema creciente en el estado. La tasa de homicidio fue de 24,0 por 100 mil habitantes en 2008, un expresivo aumento de 79,1% comparado a la tasa de 13,4 por 100 mil en 1998. En función al aumento aún mayor del número de asesinatos en otras Unidades Federativas, Ceará posee 18.ª tasa más alta de homicidios de Brasil, mientras que en 1998, estaba en 17.ª posición. A su vez, Fortaleza, con 35,9 homicidios por 100 mil habitantes, pasó de 20.ª a 17.ª posición entre las capitales más violentas del país, pero continúa por debajo de la media entre las capitales del Nordeste. Ceará tiene a 7 de sus 184 municipios entre los 500 con tasas más altas de homicidio de Brasil.
En 2007, fue implantado en Fortaleza el programa Ronda do Quarteirão, un programa de seguridad pública del gobierno del estado que tiene como objetivo la disminución del tiempo de respuesta a ocurrencias policiales. En 2008, el programa fue expandido a Caucaia y Maracanaú, y subsecuentemente a otros municipios del interior. En 2008 se creó la policía científica del estado, llamada Perícia Forense do Estado do Ceará, que actúa en su área de forma autónoma y desvinculada con otras fuerzas policiales. A pesar de los esfuerzos, el combate a la violencia no ha surtido efecto solamente con acciones policiales, y la criminalidad sigue en aumento. Solo entre 2008 y 2009, hubo un alarmante aumento de la tasa total de robos, la cual más que se triplicó de 219,8 a 771,0 por 100 mil habitantes, así como un aumento del número de violaciones, de 6,9 a 7,8 por 100 mil. La tasa de homicidios también va en aumento, de manera lenta pero preocupante, de 22,2 a 22,5 por 100mil entre 2008 y 2009.

### Transporte

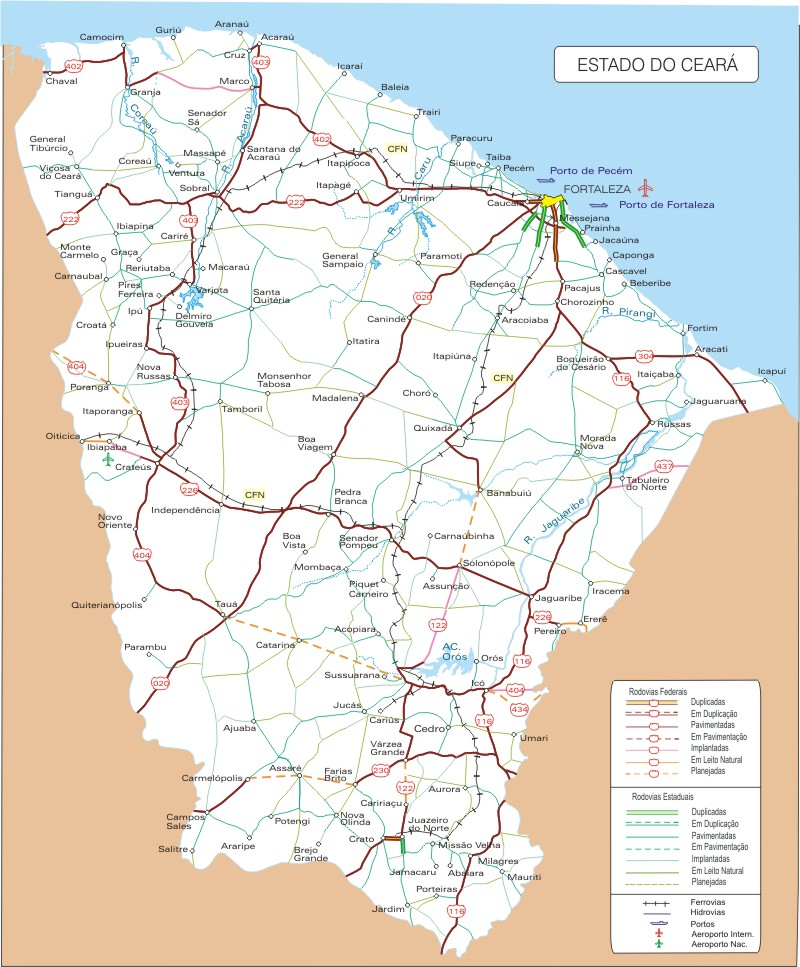
Mapa de los medios de transporte de Ceará.

En Ceará existen dos aeropuertos administrados por Infraero. El Aeropuerto Internacional Pinto Martins, en Fortaleza, es el mayor del estado. Por él pasan más de 5 millones de pasajeros al año. El Aeropuerto Regional de Cariri, en Juazeiro do Norte, es el mayor del interior del estado y uno de los más bulliciosos del interior del Nordeste. El gobierno de Ceará ha registrado 68 aeropuertos y pistas de aterrizaje. El Aeropuerto de Aracati, en la costa este, y el Aeropuerto de Camocim, en la costa oeste, el Aeropuerto de São Benedito en la Sierra de Ibiapada, y el Aeropuerto de Quixadá en el sertón cearense se destacan por dar acceso a las regiones turísticas. Otros aeropuertos regionales importantes son el Aeropuerto de Sobral, y el Aeropuerto de Iguatu. 
El sistema de ferrocarriles del estado está operado en conjunto con el del resto del Nordeste por la empresa Transnordestina Logística, que está construyendo la línea de ferrocarril Transnordestina. El estado contiene 1431 km de vías de ferrocarril, comunicando el norte con el sur, y el este con el oeste del estado, entre la capital y el interior. También existen dos sistemas de metro en construcción. El Metrofor es el metro de Fortaleza, que enlaza a varios barrios de la ciudad y también las ciudades de Maracanaú y Caucaia. El metro de Cariri enlazará a las ciudades de Crato y Juazeiro do Norte. 
A lo largo de los 570 km del litoral de Ceará, se encuentran instalados 13 faros en puntos estratégicos para auxiliar la navegación de cabotaje, los cuales son controlados por la Capitania dos Portos do Ceará. Los puertos principales del estado son: el puerto de Mucuripe, en Fortaleza, que es administrado por el gobierno federal, y el Terminal Portuário do Pecém, inaugurado en 2002, construido para estructurar el Complejo Industrial y Portuario de Pecém para uso siderúrgico y de refinería de petróleo. 
La carretera más importante de Brasil, la BR-116, empieza en Fortaleza. Esta conecta a la capital de Ceará con las regiones del sudeste y del sur del país, hasta Río Grande del Sur. En Fortaleza también empieza la BR-222, que conecta a la región norte con Pará. La BR-020 conecta a Brasilia con Fortaleza. La carretera BR-230 Transamazónica atraviesa el estado en la región sur y la BR-304 conecta a Ceraá con Río Grande del Norte. Las carreteras estatales suman un total de 10657,9 km, de los cuales 5767,6 km están pavimentados. La extensión total de la red de carreteras, incluyendo las carreteras municipales, estatales y federales, es de 53325,5 km, según el Departamento de Edificaciones y Carreteras de Ceará. Todas las sedes de los municipios tienen acceso por carreteras pavimentadas. Actualmente, el sistema se encuentra con algunas carreteras dañadas por las fuerte precipitación y consecuentes inundaciones que ocurrieron en 2009 en Brasil. Sin embargo, la mayoría de las carreteras presentan buena condición de transitabilidad.

## Cultura
El gobierno de Ceará creó la primera secretaría estatal de cultura de Brasil en 1966. La institución organiza y fomenta la cultura cearense y auxilia a otras instituciones particulares en el mantenimiento de las tradiciones de la población del estado. 

### Arte popular

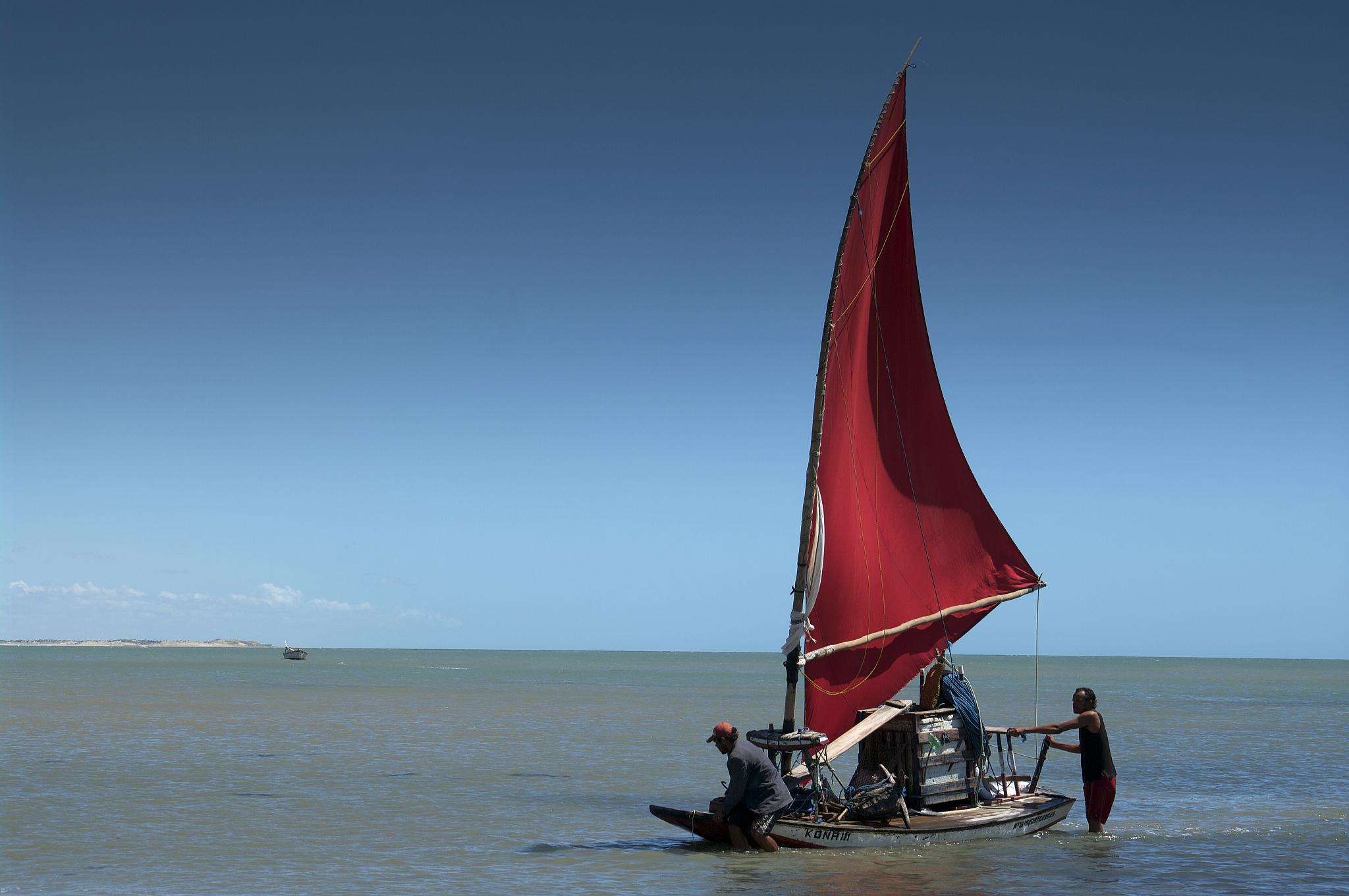
La jangada es uno de los símbolos principales de Ceará. Fruto del trabajo artesanal, representan la tenacidad y el espíritu nómada.

La cultura cearense está basada esencialmente en las culturas europeas e indígenas, con fuerte tradición sertaneja e influencias afro-brasileñas. Antes de la introducción de la cultura portuguesa en Ceará, ocurrida a lo largo del siglo XVII, los indios ya hacían diversos productos artesanales a partir de plantas como el cipó y la carnaúba. También conocían técnicas primitivas de tejido de algodón, incluyendo el teñido de los tejidos utilizando la corteza de la aroeira. Con la colonización, muchas técnicas europeas fueron agregadas a esa base cultural, formando un arte popular de renombre, tanto nacional como internacionalmente. 
Con orígenes portugueses y relevante influencia indígena, se destaca la producción de hamacas bordadas y decoradas con encaje de bolillos, tradicional en Ceará desde mediados del siglo XVIII. Sobresalen los productos de encaje de las zonas litorales, mientras que en el interior se destacan más los bordados. Las piedras semipreciosas también son utilizadas en la confección de joyería, sobre todo en Juazeiro do Norte, Quixadá y Quixeramobim.

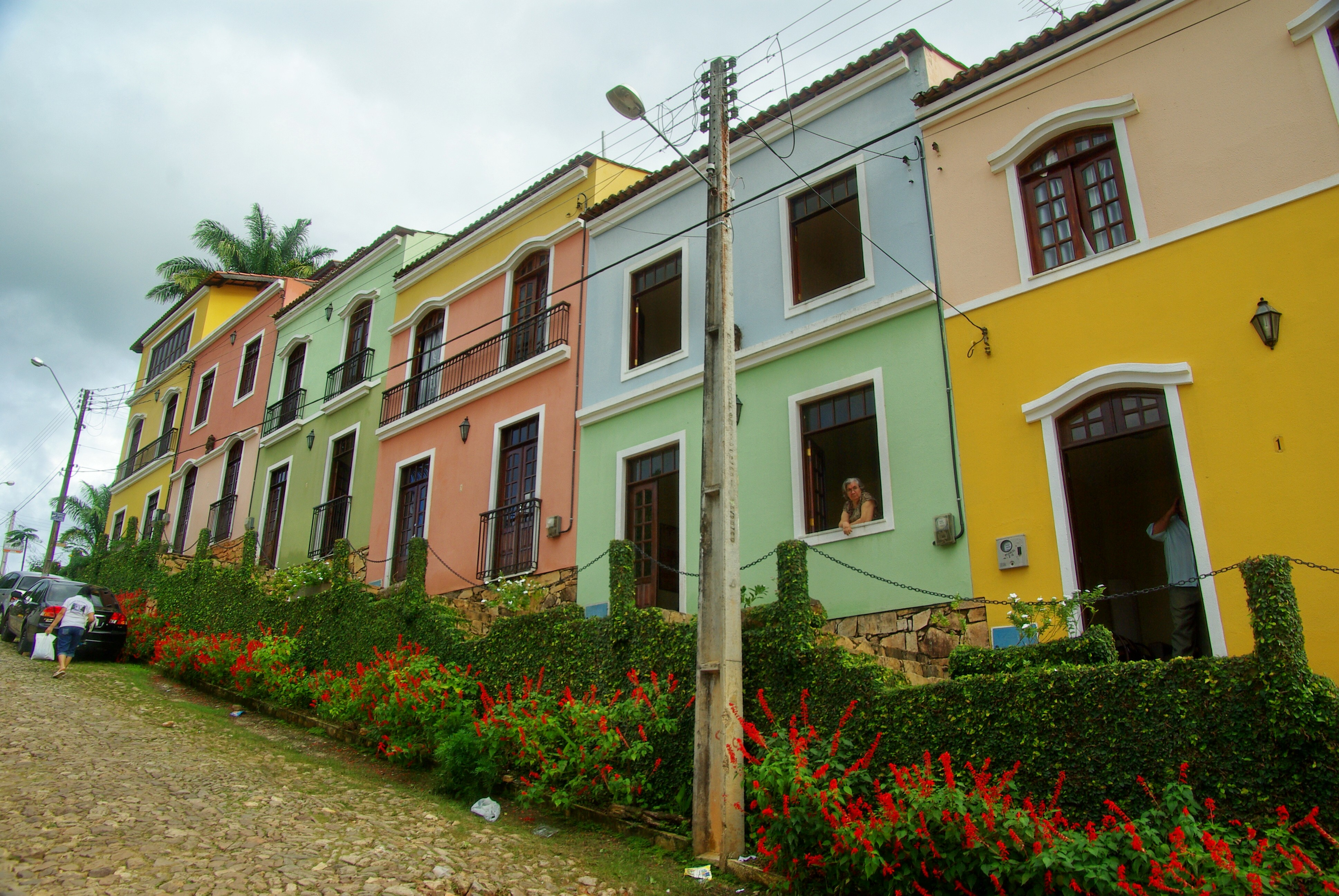
La ciudad de Guaramiranga, en la Sierra de Baturité, es, por su clima frío y su agitada escena cultural y artística, un importante centro turístico en el estado.

La artesanía de madera y arcilla tiene gran importancia, consistiendo principalmente en la producción de esculturas humanas, bajorrelieves tallados en madera y jarrones adornados. También son importantes las botellas de arenas de colores, en las cuales son reproducidos, manualmente, paisajes y diversos temas locales. Aún se encuentran en varias ciudades – especialmente en Massapê, Russas, Aracati, Sobral y Camocim – cestería, sombreros y mimbres, de varias formas y diseños hechos de la paja de la carnaúba, del bambú y del cipó. Como consecuencia natural de una economía que fue, durante siglos, esencialmente ganadera, el cuero es trabajado artesanalmente, en especial para la producción de sombreros y otras vestimentas de los vaqueros, muebles y esculturas. Las ciudades más importantes en la artesanía del cuero son Morada Nova, Juazeiro do Norte, Crato, Jaguaribe y Assaré.
En varias zonas del interior cearense, la literatura de cordel, así como los repentistas y poetas populares, especialistas en la improvisación de rimas, aún están presentes y activos, siguiendo una tradición que se remonta a los trovadores y poetas populares de la Edad Media portuguesa. Otra fuerte influencia portuguesa se encuentra en la gran importancia de las fiestas religiosas en las ciudades de todo el interior, particularmente las fiestas de los patronos, que están entre las festividades principales de la cultura cearense, abarcando no solo las ceremonias religiosas, sino que también los bailes, musicales y otras formas de entretenimiento, en una compleja mezcla de aspectos sagrados y profanos. Muy conocida es la Fiesta de Santo Antônio en Barbalha, famosa por el pau da bandeira (palo de la bandera, en portugués), que se lleva celebrando en el mismo formato desde hace más de 80 años.

### Artes plásticas

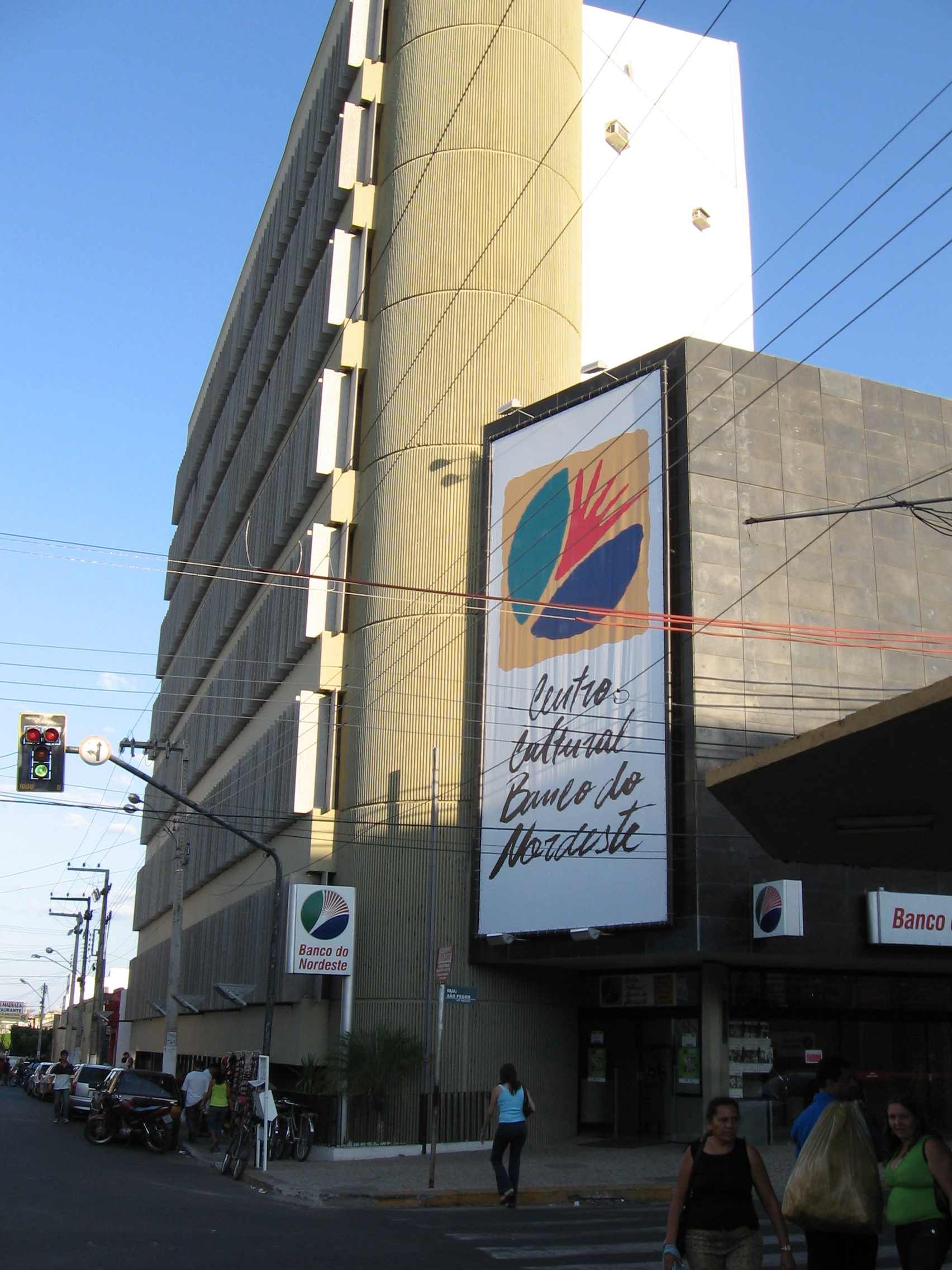
Centro Cultural Banco do Nordeste, en la ciudad de Juazeiro do Norte.

El movimiento más importante de la historia de la pintura cearense fue el del modernismo, con la aparición de la Sociedad Cearense de Artes Plásticas en 1944, que reunió a varios pintores como Antônio Bandeira, Otacílio de Azevedo, Aldemir Martins, Inimá de Paula, Zenon Barreto, entre otros. Bandeira es considerado uno de los pintores abstractos más importantes de Brasil. Antes del movimiento abstracto, algunos pintores de renombre cearenses fueron Raimundo Cela y Vicente Leite, quienes, a principios del siglo XX, pintaron varios paisajes del sertón y el litoral del estado. 
En la segunda mitad del siglo XX, el suizo Jean-Pierre Chabloz, de paso por Ceará, descubrió el arte del acreano de origen cearense Chico da Silva en Pirambu, el cual consistía en figuras primitivas de dragones y otros animales, hechos con carboncillo y gouache. Su estilo fue clasificado como arte naíf y tuvo gran reconocimiento hasta la década de 1980. A finales del siglo XX, el pintor Leonilson fue el de mayor destaque en la pintura cearense. Actualmente, otros nombres se han destacado, como Roberto Galvão y Bruno Pedrosa, entre otros.

## Municipios más poblados
Los municipios listados están con la población actualizada con la estimación de 2016
| Municipios          | Población | Municipio       | Población |
| ------------------- | --------- | --------------- | --------- |
| 1.'Fortaleza'       | 2.609.716 | 11.Pacatuba     | 81.627    |
| 2.Caucaia           | 358.164   | 12.Aquiraz      | 78.438    |
| 3.Juazeiro do Norte | 268.248   | 13.Quixeramobim | 77.931    |
| 4.Maracanaú         | 223.188   | 14.Canindé      | 77.261    |
| 5.Sobral            | 203.682   | 15.Russas       | 75.762    |
| 6.Crato             | 129.662   | 16.Crateús      | 74.350    |
| 7.Itapipoca         | 126.234   | 17.Tianguá      | 74.107    |
| 8.Maranguape        | 125.058   | 18.Aracati      | 73.188    |
| 9.Iguatu            | 102.013   | 19.Cascavel     | 70.574    |
| 10.Quixadá          | 85.991    | 20.Pacajus      | 69.877    |